# Guerra de Afganistán (2001-2021)
La guerra de Afganistán, también llamada guerra afgano-estadounidense, fue un conflicto bélico librado en ese país y en algunas zonas de Pakistán, iniciado con la invasión llevada a cabo por los Estados Unidos y sus aliados el 7 de octubre de 2001 y finalizado con la caída de Kabul el 15 de agosto de 2021 a manos de los talibanes, con la subsecuente retirada total de tropas extranjeras el 30 de agosto del mismo año. Con una duración de veinte años, la guerra de Afganistán fue el conflicto bélico más largo llevado a cabo por Estados Unidos y muchos de sus aliados, en toda su historia.
Tras los ataques del 11 de septiembre, el presidente estadounidense George W. Bush exigió a los talibanes que extraditaran "inmediatamente" al líder de Al Qaeda, Osama bin Laden, a quien los Estados Unidos acusaban de ideólogo de los atentados del 11 de septiembre. Los talibanes se negaron a hacerlo sin que se les entregaran pruebas y un pedido formal de la participación de Bin Laden en los ataques. Esta negativa fue la excusa para iniciar la Operación Libertad Duradera que logró la expulsión de los talibanes y sus aliados del gobierno, la coalición liderada por Estados Unidos permaneció en Afganistán, y logró que las Naciones Unidas avalaran dicha invasión. Poco después este organismo le dio el control de la misión militar a la OTAN quien formó una misión de seguridad (ISAF) con el objetivo de crear una nueva autoridad democrática en el país que impidiera a los talibanes de regresar al poder. Se estableció una nueva Administración provisional afgana y se lanzaron esfuerzos en la reconstrucción en Afganistán. En 2003, los talibanes se habían reorganizado bajo el liderazgo de su fundador, Mullah Omar, y comenzaron una insurgencia generalizada contra el nuevo gobierno afgano y las fuerzas de la coalición. Los insurgentes talibanes y otros grupos islamistas libraron guerra asimétrica, luchando con guerra de guerrillas en el campo, ataques suicidas contra objetivos urbanos y represalias contra percibidos como colaboradores afganos. En 2007, los talibanes habían retomado gran parte de Afganistán. En respuesta, la coalición envió una importante afluencia de tropas para operaciones de contrainsurgencia, con una estrategia de "despejar y mantener
" para aldeas y ciudades. Esta afluencia alcanzó su punto máximo en 2011, cuando aproximadamente 140.000 tropas extranjeras operaban bajo el mando de la ISAF en todo Afganistán.
Luego de una corta batalla, la coalición inicial (compuesta por Estados Unidos, Reino Unido, Australia, Alemania y España) derrocaron fácilmente el gobierno talibán y permitieron la celebración de elecciones libres para la conformación de un gobierno democrático. Sin embargo, la falta de un poder central fuerte que controlara la totalidad del territorio y la constante inestabilidad política del país, dificultaron el sometimiento de los grupos terroristas, y aunque los talibanes fueron sacados del gobierno, siguieron controlando buena parte del país y dieron una permanente batalla contra los invasores. Aunque Osama Bin Laden, líder de Al-Qaeda, fue asesinado por los estadounidenses en 2011, el conflicto luego de 10 años se convertía en una guerra de desgaste, sin ningún resultado claro, por lo que los miembros de la coalición fueron retirando paulatinamente sus tropas.
El 28 de diciembre de 2014, la OTAN puso fin oficialmente a las operaciones de combate en Afganistán y le transfirió la plena responsabilidad de la seguridad al gobierno afgano a través de una ceremonia en Kabul, marcando el inicio de la nueva fase del conflicto. El 15 de agosto de 2021, los talibanes asediaron las afueras de Kabul y el Expresidente de la República Islámica de Afganistán Ashraf Ghani entregó Kabul de forma pacífica.
Tras la retirada de los Estados Unidos, alrededor de mil ciudadanos estadounidenses y afganos con visados para entrar a Estados Unidos y a otros países quedaron retenidos por los Talibanes.
Más de 176.000 personas, entre ellas 46.319 civiles, murieron durante la guerra. Al menos 5,7 millones de antiguos refugiados regresaron a Afganistán tras el derrocamiento del régimen talibán en 2001, sin embargo, cuando el grupo regresó al poder veinte años después, 2,6 millones de afganos seguían siendo refugiados.

## Primer periodo: Tora Bora (2001)
En noviembre de 2001, apenas dos meses después de los atentados del 11-S, Osama Bin Laden fue visto por última vez en público en la ciudad de Jalalabad, al este de Afganistán.  Se cree que en esa reunión, el multimillonario saudí repartió entre los asistentes sobres con grandes fajos de rupias paquistaníes. Algunos, los más influyentes, recibieron hasta 10 000 dólares. Esto aseguraba el apoyo de la población local. Seguidamente, Bin Laden acompañado por guerrilleros afganos y talibanes de varias nacionalidades, se trasladaron a Tora Bora, un recóndito enclave de la cordillera de Spin Gar, contra la frontera afgano-pakistaní. Los bombardeos de los aviones F-14 y B-52 estadounidenses, que castigaron casi sin descanso Tora Bora a principios de diciembre no lograron acabar con Bin Laden. Lo más seguro es que el saudí tuviese preparada su huida con antelación. Conocía como la palma de su mano el terreno, ya que él mismo financió la ampliación de una red de túneles y cuevas que los muyahidines ya habían utilizado para refugiarse de los bombardeos soviéticos. Se cree que logró huir a Pakistán a través de las montañas con la ayuda de la población local. Para EE. UU., fue un fracaso. Sus mandos militares no quisieron arriesgar vidas de sus soldados y pagaron a líderes tribales locales (quién recibieron dinero y apreciaban a Bin Laden) para llevar a cabo la operación sobre el terreno. Dos de sus líderes, Haji Mohamed Zaman y Hazrat Ali eran rivales irreconciliables y, en lugar de dedicarse a la caza de Bin Laden, aprovecharon la coyuntura para resolver disputas internas e intentar hacerse con el control de la región de Jalalabad. La compleja red de apoyos con que Al Qaeda contaba en la región pastún, a un lado u otro de la frontera, fue determinante para que su líder pudiese huir.

## Operación Anaconda (2002)

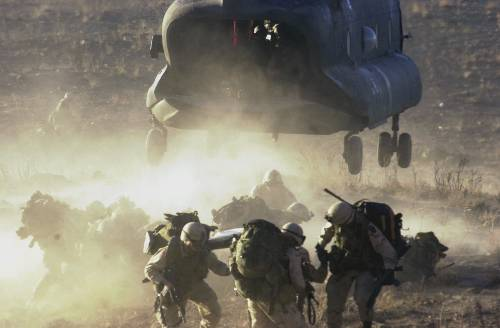
Soldados de la 10.º División de Montaña estadounidense durante la Operación Anaconda.

Después de Tora Bora, las fuerzas estadounidenses y sus aliados afganos consolidaron su posición en el país. Después de la celebración de una loya jirga o gran consejo de principales facciones afganas, líderes tribales y antiguos exiliados, se estableció un gobierno afgano interino en Kabul liderado por Hamid Karzai. Las fuerzas de Estados Unidos establecieron su base principal en el Aeródromo de Bagram, justo al norte de Kabul, aunque el aeropuerto de Kandahar también se convirtió en una base importante. Se establecieron varios puestos avanzados en las provincias del este a la caza de fugitivos talibán y de Al Qaeda. El número de tropas de la coalición liderada por Estados Unidos operando en el país creció a más de 10 000.
Mientras tanto, los talibanes y Al Qaeda no habían abandonado. Las fuerzas de Al Qaeda comenzaron a reagruparse en las montañas de Shahi-Kot de la provincia de Paktiyā a lo largo de enero y febrero de 2002. Un fugitivo talibán en la provincia de Paktiyā, el mulá Saifur Rehman, también comenzó a reconstruir parte de su milicia en apoyo de los combatientes contra Estados Unidos. Ascendían a más de 1000 a principios de marzo de 2002. La intención de los insurgentes era usar la región como una base para lanzar ataques de guerrilla y posiblemente una gran ofensiva al estilo de los muyahidín que combatieron las fuerzas soviéticas durante los años 1980.
Las fuentes de inteligencia de Estados Unidos y la milicia afgana descubrieron este reagrupamiento en la provincia de Paktia y prepararon una ofensiva a gran escala para hacerle frente. El 2 de marzo de 2002, las fuerzas estadounidenses y afganas lanzaron una ofensiva contras las fuerzas talibán y de Al Qaeda atrincheradas en las montañas de Shahi-Kot, al sudeste de Gardez.

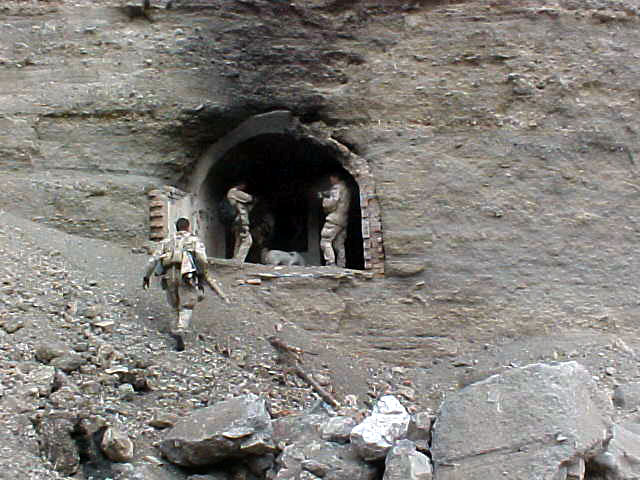
U.S. Navy SEALs en una de las entradas del complejo de cuevas Zhawar Kili, una base talibán, en 2002.

Las fuerzas Mujahideen, que empleaban armas ligeras, granadas propulsadas por cohetes y morteros, estaban atrincheradas en cuevas y búnkeres en las laderas de las montañas a altitudes muy por encima de los 3000 m. Usaban tácticas de «atacar y huir», abriendo fuego sobre las fuerzas estadounidenses y afganas y luego retirándose a sus cuevas y búnkeres para cubrirse del fuego devuelto y los continuos bombarderos de los aviones estadounidenses. Agravando la situación de las tropas de coalición, los comandantes estadounidenses inicialmente subestimaron las fuerzas talibán y de Al Qaeda como un último foco aislado que no superaba los 200 hombres. Pero resultó que los guerrilleros eran entre 1000 y 5000 hombres según algunas estimaciones y que estaban recibiendo refuerzos.
El 6 de marzo, murieron ocho soldados estadounidenses y siete afganos, y según se informó, también murieron 400 miembros de las fuerzas de oposición durante los combates. Las bajas de la coalición fueron por un incidente de fuego amigo que provocó la muerte de un soldado y el derribo de dos helicópteros con fuego de armas ligeras y RPG, que produjo la muerte de siete soldados y la inmovilización de fuerzas estadounidenses que estaban siendo insertadas, en lo que fue acuñado como «Objetivo Ginger», provocando decenas de heridos. Sin embargo, varios cientos de guerrilleros escaparon de la redada a través de la frontera de Pakistán hacia las áreas tribales de Waziristán.
En la Operación Anaconda y otras misiones efectuadas durante 2002 y 2003 también participaron fuerzas especiales de varias naciones occidentales, incluyendo el Regimiento de Servicio Aéreo Especial australiano, la Joint Task Force 2 canadiense, el KSK alemán, el Servicio Aéreo Especial de Nueva Zelanda y el Marinejegerkommandoen noruego.

### Batalla de Takur Ghar
El 4 de marzo de 2002 un enfrentamiento bélico entre las fuerzas estadounidenses (US Navy SEAL y US Army Rangers) y las fuerzas de Al Qaeda que ocurrió en la cumbre de una montaña afgana situada en el pico Takur Ghar. La batalla se desarrolló sobre la cumbre de dicha montaña luego que dos helicópteros Chinook fueran impactados por fuego de Granada propulsada por cohete (RPG) y ametralladoras de talibanes luego de que estos dejaran equipos SEAL para rescatar a otro miembro de los SEAL el Sargento Neil Roberts, además de eliminar los nidos de ametralladoras enemigas para tomar dicho pico y posición amenazante. La batalla fue exitosa para los estadounidenses y a la vez la más sangrienta para estos en la guerra. Dicha batalla también es conocida como la batalla de Roberts Ridge.

### Operaciones post-Anaconda
Tras la batalla de Shahi-Kot, se cree que los combatientes de Al Qaeda establecieron sus refugios bajo la protección de las áreas tribales en Pakistán, donde recuperaron su fuerza y después comenzaron a realizar incursiones transfronterizas contra las fuerzas de la coalición liderada por Estados Unidos durante los meses de verano de 2002. Unidades de guerrilla, de entre 5 y 25 hombres, cruzaban regularmente la frontera desde sus refugios en Pakistán para atacar bases de Estados Unidos y emboscar convoyes y patrullas estadounidenses, así como a tropas del Ejército Nacional Afgano, fuerzas de milicia afganas que trabajaban con la coalición, y organizaciones no gubernamentales. En el área de alrededor de la base estadounidense de Shkin, en la provincia de Paktika, se produjeron algunos de los enfrentamientos más fuertes.
Mientras tanto, las fuerzas talibán permanecieron ocultas en las regiones rurales de las cuatro provincias sureñas que formaron su heartland: Kandahar, Zābul, Helmand y Urūzgān. A raíz de la Operación Anaconda El Pentágono solicitó que fueran desplegados los Royal Marines británicos, que están altamente entrenados en guerra de montaña. Estos llevaron a cabo una serie de misiones durante varias semanas con diversos resultados. Los talibanes, que durante el verano de 2002 se contaban por centenares, evitaron combatir contra las fuerzas estadounidenses y sus aliados afganos y durante las operaciones huían por cuevas y túneles de remotas montañas afganas o a través de la frontera con Pakistán.

## 2003-2005: Transición política

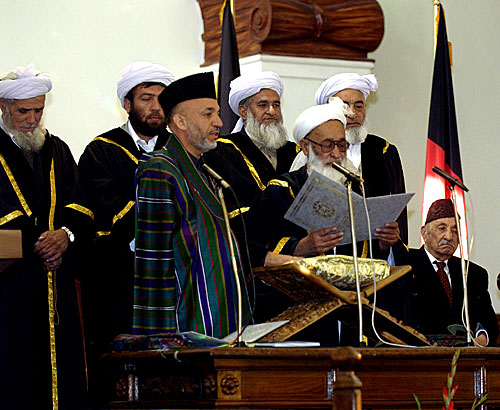
Ceremonia de investidura de Karzai como presidente el 7 de diciembre de 2004.

Tras los Acuerdos de Bonn, se encargó a la administración transitoria la función de conducir el proceso de estabilización y democratización del país. Para redactar una nueva constitución se creó una asamblea: la Loya yirga, que incluía a 340 miembros electos de las provincias, a 110 representantes de las minorías políticas y a 52 personalidades nombradas por el presidente. No obstante, el texto debía someterse a la aprobación del representante especial de Estados Unidos. Por su parte, los señores de la guerra negociaron algunas enmiendas, en especial la supresión de la referencia a la Declaración Universal de los Derechos Humanos y la subordinación a la Sharia de las leyes. Finalmente, el 4 de enero de 2004 se aprobó una nueva Constitución y en octubre de ese mismo año se celebraron las primeras elecciones democráticas de la historia, en las que resultó vencedor el ya presidente interino Hamid Karzai. Varios opositores de Karzai denunciaron un posible fraude que no fue considerado como tal por los observadores internacionales.
Sin embargo, la autoridad del gobierno solo era efectiva en la capital, Kabul, y en ciertas áreas controladas por las fuerzas internacionales. La escasa capacidad del ejército afgano otorgó el dominio de la mayor parte del país a los diferentes "señores de la guerra", que reanudaron el cultivo de opio a gran escala. A finales de 2004 Afganistán ya era el primer productor mundial de opio, suponiendo este cultivo más de la mitad de todo su PIB.
Durante estos años la ONU realizó un esfuerzo para ayudar a las población civil, escolarizando a unos 4 millones de niños y restableció el sistema de salud. Por su parte, la coalición internacional se centró en la formación de las nuevas fuerzas de seguridad afganas. Mientras, pese al programa general de desarme, la resistencia talibán se replegó y permaneció latente en las provincias.

### Operación Alas Rojas
El 28 de junio de 2005 tuvo lugar la Operación Alas Rojas (en inglés: Operation Red Wings) fue una misión de contrainsurgencia fallida en la provincia de Kunar, Afganistán, con la participación de cuatro miembros de los SEAL de la Armada de los Estados Unidos quienes fueron enviados para llevar a cabo la operación. La misión dejó el saldo por la parte estadounidense de 19 muertos, 1 herido, 1 helicóptero Chinook derribado la cual iban los restantes hombres que murieron en el fallido rescate para los cuatro Seals en tierra. Además en la operación hubo un único sobreviviente Navy Seal llamado Marcus Luttrell que fue posteriormente rescatado por fuerzas estadounidenses, además los comandantes Seal Erik S. Kristensen (quien iba a bordo del helicóptero derribado) y Michael P. Murphy (en la operación en tierra) murieron en combate. Los talibanes comandados por Ahmad Shah sufrieron bajas aún desconocidas, pero el triunfo de la operación fue para los talibanes y una misión fallida para los estadounidenses.

## 2006-2008: despliegue de la OTAN

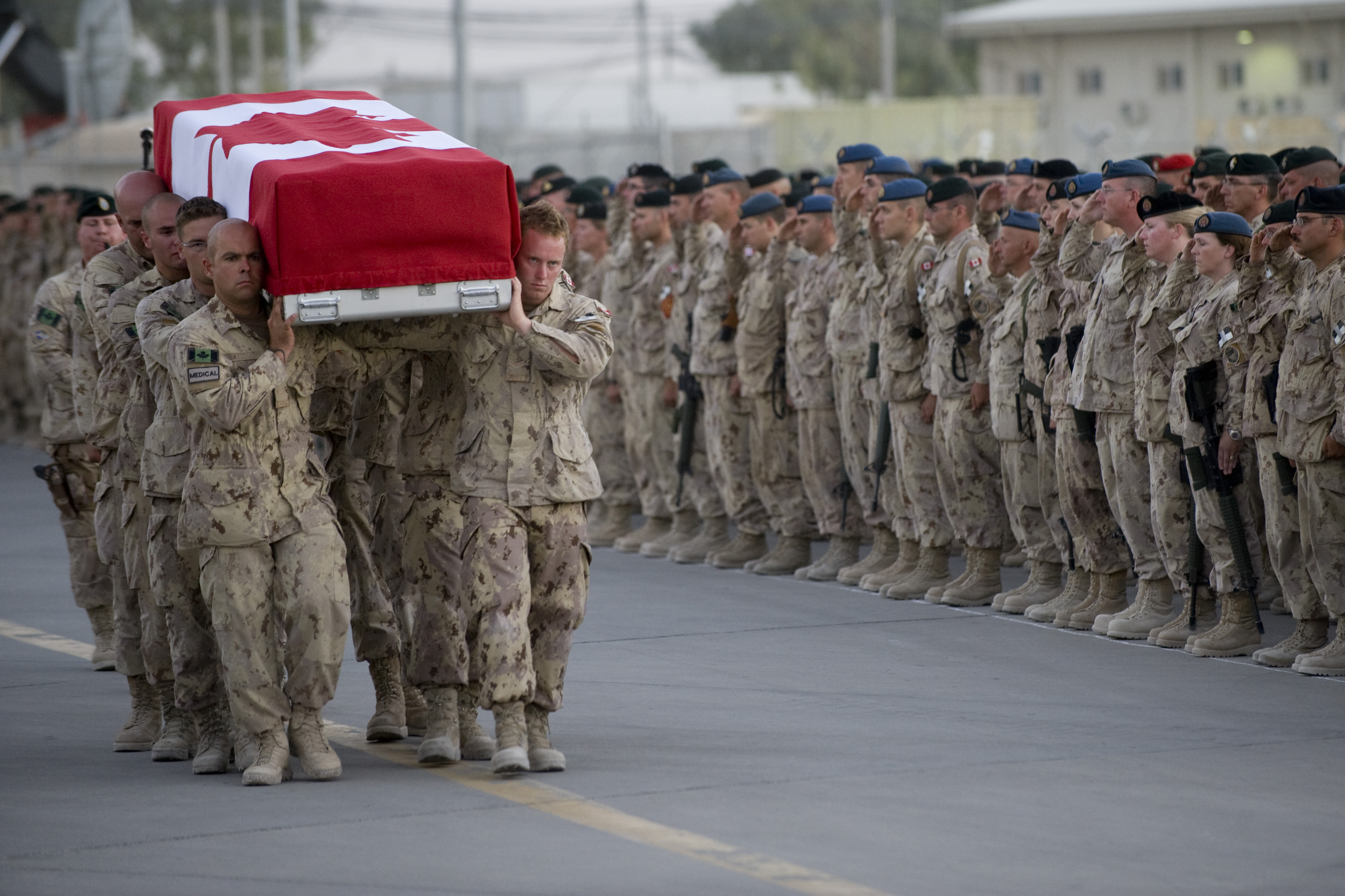
Personal de las Fuerzas Armadas Canadienses cargando los restos de un compañero caído en el Aeropuerto de Kandahar, 17 de julio de 2009

A finales de julio de 2006, la OTAN tomó el mando de la ISAF y se hizo cargo del control de la región sur del país (que incluía las provincias de Day Kundi, Helmand, Kandahar, Nimruz, Uruzgan y Zabul) tradicionalmente dominada por los talibanes y narcotraficantes. Este traspaso del control (de Estados Unidos a una organización integrada por 37 países, que aumentó su presencia de 3000 a 9000 efectivos en el territorio) coincidió con un incremento de la violencia en la zona, donde en ocasiones llegó a haber más atentados diarios que en Irak. Además de los ataques a funcionarios públicos y fuerzas internacionales, la violencia se extendía a las escuelas, como forma de desestabilizar el sistema de educación (fuertemente orientado a la escolarización de las niñas), uno de los pilares del nuevo gobierno.
El teniente general David Richards —comandante de las fuerzas de la OTAN en Afganistán— declaró en agosto de 2006 que las fuerzas británicas apostadas allí combatían en el conflicto más largo y sangriento que el Reino Unido hubiera enfrentado en los últimos 50 años. Mientras tanto, el ministro William Hague afirmó que el gobierno debería trasladar el caso a los demás aliados en la OTAN, para que la organización aportara tropas de los demás países integrantes para que no fuera «sólo el Reino Unido quien sufriera la peor parte» del conflicto.
En 2007 hubo un importante resurgimiento talibán con numerosos ataques sobre todo en la zona sur del país y según algunos informes, podrían haber reconquistado ciertas zonas cuyo control perdieron en 2001. El 27 de febrero se produjo un atentado contra la base estadounidense de Bagram cuando el vicepresidente Dick Cheney se encontraba de visita y en el que murieron 18 personas, entre ellas varios militares y personal estadounidense. Cheney salió ileso.

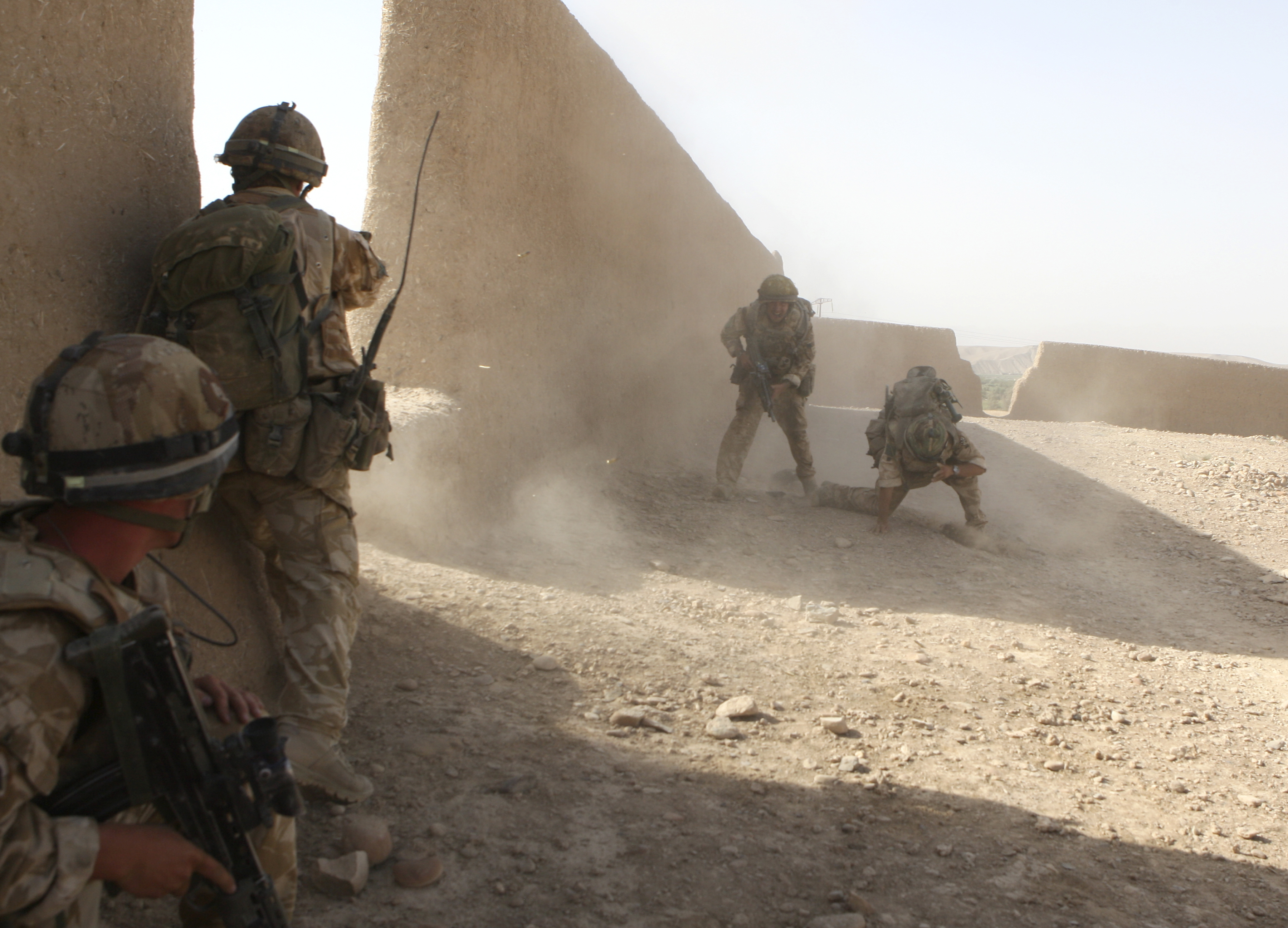
Regimiento 3 Para británico en Helmand (2007)

En febrero de 2008 se filtró la noticia de que el Príncipe Enrique de Gales llevaba más de dos meses sirviendo en el frente de Afganistán con el contingente británico. La noticia causó un importante eco mediático que provocó la salida del nieto de la Reina de Inglaterra. El día 17 de ese mismo mes se produjo un brutal atentado en la ciudad de Kandahar que causó más de 80 muertos y varias decenas de heridos.
En agosto la situación empeoró para la OTAN, ya que sus bajas aumentaron sufriendo en junio, julio y agosto más bajas que en Irak, sumando estos tres meses eran 120 muertos comparando esto con los 190 que murieron en los primeros tres años del conflicto era una clara muestra del recrudecimiento del conflicto. El 19 de agosto diez soldados franceses resultaron muertos en una emboscada talibán cerca de Kabul.
Para octubre, el país continuaba en un clima de violencia y, según el Financial Times, en un descontento creciente con el gobierno de Hamid Karzai. Según el periódico, el descontento podría extenderse hacia el norte, donde los líderes de la Alianza del Norte, excluidos y presionados por Karzai, estarían rearmándose. También se rumoreó que la supuesta muerte de Osama Bin Laden no fue real ya que no se encontró cuerpo alguno, que Bin Laden seguía ocupando un rango elevado en la guerra. En 2008 se anunció el ingreso de Colombia en la alianza, que envió tropas entrenadas en la desactivación de minas antipersonales bajo el mando del Ejército de España.

## 2009-2010: escalada de violencia
El año 2009 fue el más violento desde la invasión en 2001. La insurgencia talibán incrementó los ataques por todo el territorio afgano causando gran número de víctimas, tanto de civiles como de fuerzas afganas y extranjeras. El repunte de la violencia en el país hizo necesaria una revisión de la estrategia de la OTAN en Afganistán que incluía el envío de más tropas por parte de los países miembros así como intensificar y mejorar la formación de las fuerzas de seguridad afganas.
En mayo de 2009 la Casa Blanca declaró que no detendría los bombardeos contra el país, negándose a la petición del presidente de Afganistán, Hamid Karzai, después de que dos pueblos fueran bombardeados, causando la muerte de más de un centenar de civiles.

En septiembre de 2009, una operación aérea dirigida por el ejército alemán causó la muerte de unos 90 civiles en la provincia de Kunduz. Este incidente provocó la dimisión del jefe de Estado Mayor alemán por ocultar información relativa al suceso.

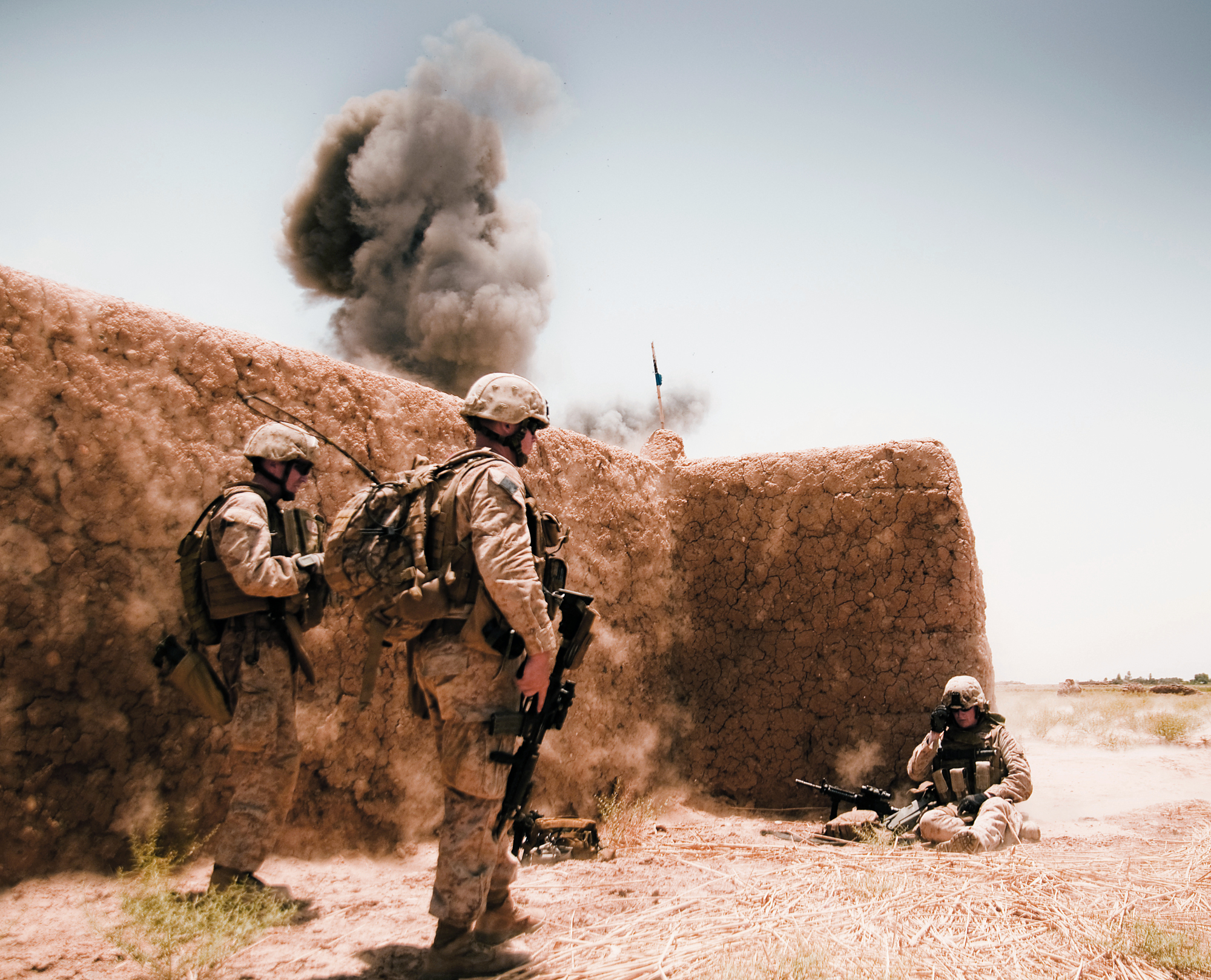
Marines estadounidenses realizan la detonación de un artefacto explosivo improvisado (IED) en el sur de Shorsurak, Provincia de Helmand

Especialmente sangriento fue octubre de 2009 en el que se contabilizaron el mayor número de ataques insurgentes durante toda la invasión. El día 4, murieron ocho soldados estadounidenses en un ataque talibán al este del país. El día 17 un suicida se inmoló frente la embajada india en Kabul matando a 17 personas. El 28 un comando talibán asaltó la casa de huéspedes de la ONU en Kabul matando a 13 personas entre ellas seis funcionarios del organismo internacional.
A principios de noviembre de 2009 el líder opositor Abdullah Abdullah anunció su renuncia a presentarse a la segunda vuelta de las elecciones que debían celebrarse el día 8, lo cual supuso la reelección automática del actual presidente Hamid Karzai.
El 1 de diciembre de 2009 el gobierno de Estados Unidos solicitó a la OTAN el envío de 10 000 soldados más sumados a los 30 000 que dicho país se comprometió a desplegar durante 2010. El Reino Unido y España se comprometieron a enviar a 500 militares adicionales respectivamente. El 30 de diciembre de 2009 ocho agentes de la CIA resultaron muertos en un atentado suicida en la base estadounidense de Khost, cerca de la frontera con Pakistán.

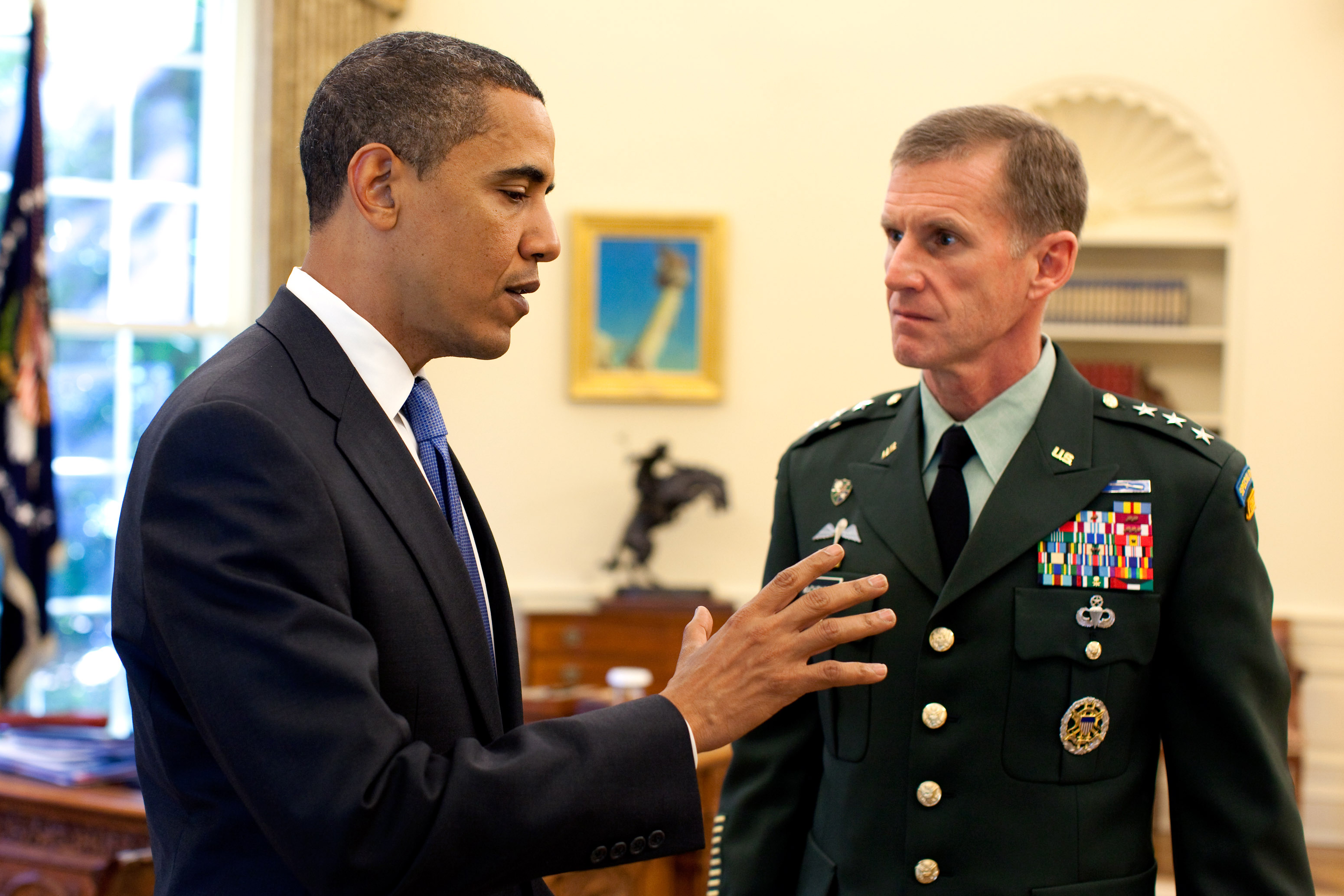
Barack Obama y Stanley McChrystal reunidos en la Casa Blanca en mayo de 2009.

El año 2010 se inició con la misma violencia con la que finalizó el año anterior. El 18 de enero los talibanes perpetraron ataques coordinados en el centro de Kabul que causaron una docena de muertos y cuyos objetivos fueron el Banco Central y diferentes sedes ministeriales.
El 28 de enero de 2010 se inició en Londres la Conferencia Internacional sobre Afganistán que se dividió en cuatro sesiones para abordar temas relacionados con la seguridad, la gobernación y desarrollo, la sociedad civil y la implicación de los países de la región y la comunidad internacional en la reconstrucción del país. Entre los temas de debate se planteó la consideración de otorgar cierto papel a los talibanes en el futuro gobierno para lograr una reconciliación nacional que lleve la paz al país. También se pretendió reforzar la lucha contra la corrupción que afecta al gobierno afgano.
En febrero de 2010, fuerzas de la OTAN y del ejército afgano emprendieron una importante ofensiva contra los bastiones talibanes de la provincia de Helmand. La acción bautizada como Operación Moshtarak se inició el 12 de febrero con el despliegue de 15 000 militares en la ciudad de Marjah, siendo la mayor ofensiva de la coalición desde la invasión del país en 2001.

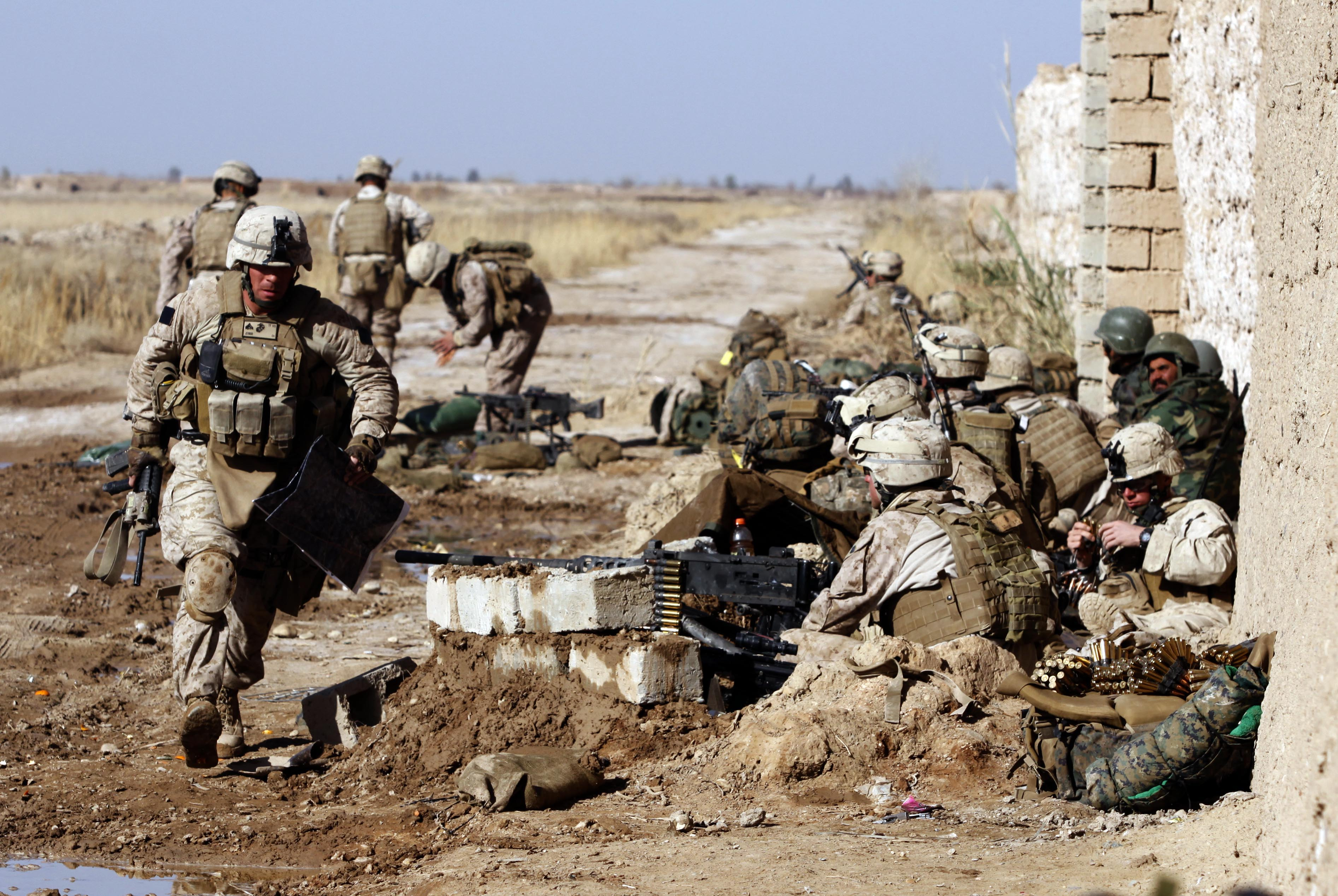
En la Operación Moshtarak, la OTAN movilizó cerca de 15 000 efectivos alrededor de Marjah. 2010.

En mayo de 2010, los talibanes tomaron el control del distrito de Bargi Matal, cerca de la frontera con Pakistán.
Sin embargo, dicho distrito fue recuperado por las fuerzas afganas y de la OTAN en una ofensiva que duró varios días. En junio la situación empeora con un total de 103 militares de la OTAN muertos, siendo este el mes con más bajas extranjeras de toda la ocupación. El 23 de junio, el comandante Stanley McChrystal presentó la dimisión ante el presidente Barack Obama, asumiendo el mando de las fuerzas estadounidenses el general David Petraeus.
En julio de 2010 se filtraron miles de documentos confidenciales del ejército estadounidense, en los que se detallaban operaciones militares secretas de los años anteriores del conflicto, así como información sobre la insurgencia y de las zonas fronterizas con el Pakistán. El 1 de agosto de 2010 los Países Bajos se convirtió en el primer país miembro de la OTAN en retirar sus tropas de Afganistán. A finales de agosto los talibanes atacaron varias bases de la OTAN situadas en la zona este del país. El 10 de septiembre fue atacada con piedras la base alemana de la OTAN en la provincia de Badakhshan por la población civil.
El 18 de septiembre, se celebraron las segundas elecciones parlamentarias desde la caída del régimen talibán bajo la amenaza de los insurgentes. Sin embargo las elecciones se celebraron con relativa tranquilidad a pesar de algunos ataques talibanes. El 7 de octubre se inició en Kabul un Consejo de Paz entre las autoridades y los talibanes para llegar a una resolución pacífica y definitiva de un conflicto que ya duraba nueve años. El 8 de octubre fue asesinado en un atentado el gobernador de la provincia de Kunduz.

## 2011-2012: Muerte de Osama bin Laden y crisis diplomática con Pakistán
La muerte de Osama bin Laden se anunció el 2 de mayo de 2011, cuando unidades de élite de las fuerzas militares de EE. UU. abatieron al líder de Al-Qaeda en el transcurso de un tiroteo en Abbottabad, Pakistán. El presidente Barack Obama informó públicamente la noche del 1 de mayo de que un pequeño equipo de operaciones especiales había dado muerte a Bin Laden. La operación, cuyo nombre en clave primero se informó que fue «Operación Gerónimo» y después «Operación Lanza de Neptuno», fue llevada a cabo por unidades del Grupo de Desarrollo de Guerra Naval Especial de los Estados Unidos  (unidad de élite de los SEAL) bajo el Mando de Operaciones Especiales de los Estados Unidos, en coordinación con la Agencia Central de Inteligencia (CIA). Las autoridades pakistaníes confirmaron que Bin Laden murió cerca de la ciudad de Abbottabad en un enfrentamiento con militares de EE. UU. Según informó la Administración de Obama, el cuerpo de Bin Laden fue arrojado al mar tras comprobar, mediante pruebas de ADN, que efectivamente se trataba del fugitivo.

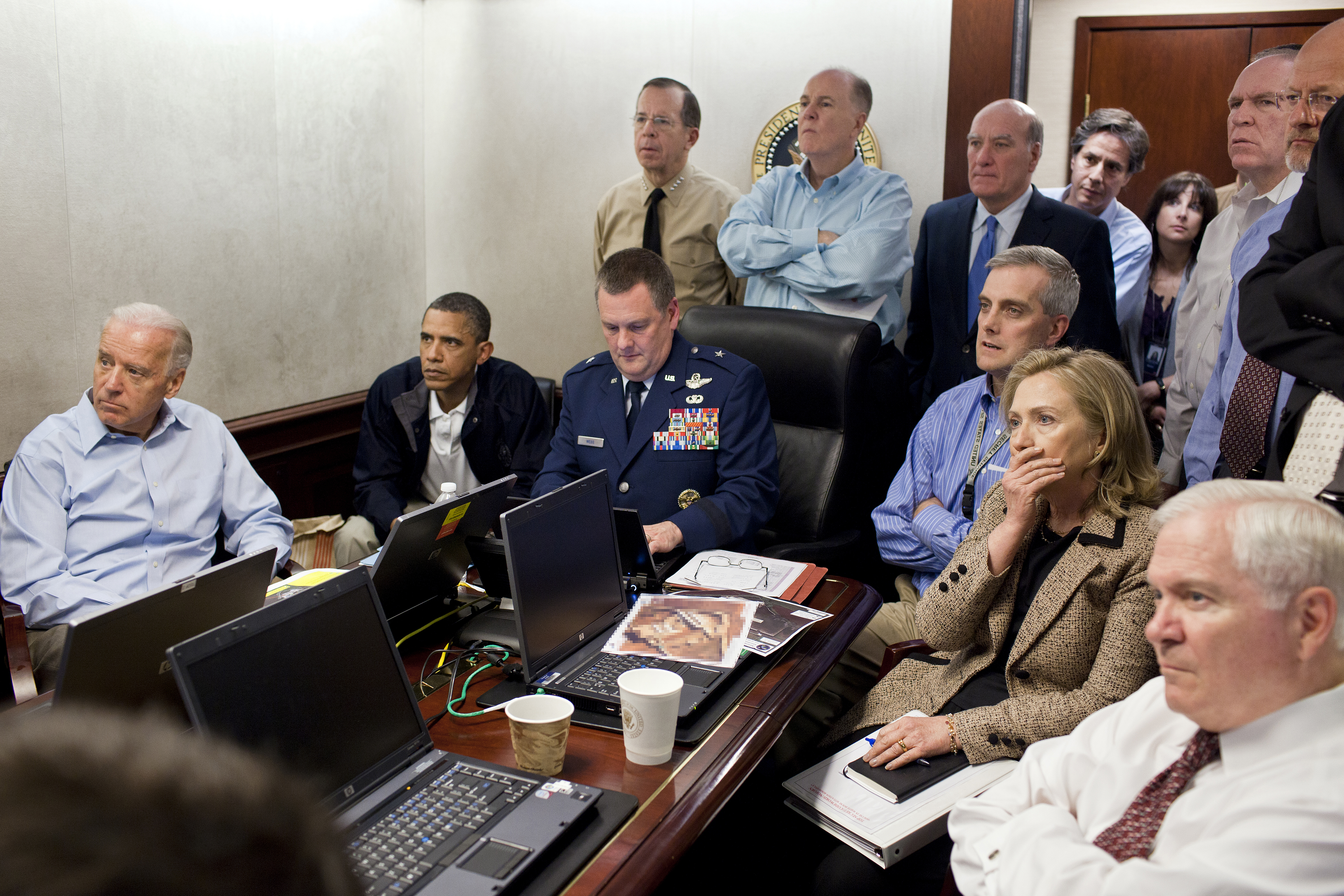
El presidente estadounidense Barack Obama, junto a miembros de su gabinete y distintos mandos militares, presenciando la Operación Gerónimo.

El 26 de noviembre de 2011 a las 02:00 AM (hora local), helicópteros de la OTAN bombardearon a las tropas pakistaníes de la localidad de Salala (subdivisión Baizai) en Mohmand, cerca de la frontera con Afganistán, causando la muerte de 26 soldados pakistaníes, siete heridos y el agravamiento de la tensión entre el gobierno de Islamabad y las fuerzas occidentales que actúan en la zona. El gobierno bloqueó los convoyes de aprovisionamiento de la OTAN. Este fue el incidente más grave entre Pakistán y las potencias occidentales en la última década. 
Finalmente, el martes 7 de febrero, luego de disculpas ofrecidas del gobierno estadounidense a Pakistán se restableció el acuerdo en el cual el gobierno de Pakistán volvió a habilitar el paso por su territorio de convoyes de la OTAN, tanto de tropas como de logística, con dirección a las tropas de la coalición en Afganistán.
El 15 de abril de 2012, los talibanes pusieron en marcha la ofensiva talibán de primavera, estos perpetran ataques en Kabul contra varias embajadas occidentales y los edificios gubernamentales, la mayoría de ellos en el céntrico barrio de la Zona Verde, este golpe se saldó con la muerte de 19 insurgentes y 28 heridos. Otros golpes se dieron en el interior de Afganistán como en Jalabalad, Gardez, Kapisa, y el más significativo, ocurrido en Kabul.
El 14 de septiembre, los talibanes llevaron a cabo la ofensiva de Camp Bastion sobre la base británica de Campamento Bastión en la provincia de Helmand, Afganistán. El príncipe Enrique de Gales resulta ileso. El saldo total de bajas en la trifulca fue de 2 marines estadounidenses muertos y 5 soldados de la coalición heridos, 6 aviones de combate estadounidenses destruidos, más otros dos resultaron dañados significativamente, 3 estaciones de reabastecimiento destruidas, 6 hangares de aviones afectados por parte insurgentes. Se contaron entre 16 y 18 talibanes muertos, y 1 herido capturado. Por otro lado un portavoz talibán declaró que el ataque tuvo el objetivo de atacar la base debido a la polémica que desató el filme La inocencia de los musulmanes.
El 12 de noviembre, Abu Zaid Al Kuwaití, un posible sucesor de Ayman al Zawahiri (líder de Al Qaeda después de la muerte de Bin Laden), fue asesinado en Pakistán por un dron estadounidense mientras desayunaba. Al Kuwaití era considerado uno de los grandes líderes de la red terrorista que permanecieron al frente tras la muerte de Osama bin Laden en mayo de 2011.

## 2013-2014: Traspaso total de la seguridad a Afganistán y fin de las operaciones de combate de la OTAN
La "operación Jalid bin Waleed", llamada así en honor al principal comandante de las tropas musulmanas del siglo VII, fue lanzada conjuntamente en todo el país a partir del 28 de abril de 2013 habían anunciado la agrupación talibán, diciendo que atacarían bases militares extranjeras y áreas diplomáticas.
El 18 de junio de 2013 el Gobierno de Afganistán asumió la responsabilidad de garantizar la seguridad interna con el traspaso de esa tarea a las fuerzas policiales y militares del país, que estuvo en manos de la OTAN desde 2001. El proceso, que empezó en julio de 2011, acabó con el traspaso, por parte de la Fuerza Internacional de Asistencia para la Seguridad (ISAF, dependiente de la Alianza Atlántica), a los afganos de los últimos distritos que todavía controlaba. La OTAN tendría solo un papel de apoyo aéreo en caso de ataque insurgente, y entrenamiento de los 350 000 miembros de la policía, militares y paramilitares afganos. Se preveía que en dicho ciclo cerca de 100 000 abandonarían el país.
En septiembre de ese año, las tropas españolas culminaron el repliegue de la provincia de Badghis con la cesión de la base de Qala-i Naw a las autoridades afganas. En diciembre, Australia puso fin a doce años de misión militar en Afganistán con la retirada de últimas tropas desplegadas en la provincia de Oruzgán, aunque dejó a 400 soldados para continuar con labores de consultoría y capacitación, principalmente en Kabul y Kandahar. En enero de 2014, el ministro de defensa polaco anunció la retirada parcial de las tropas polacas para mayo de ese año.
El 5 de abril de 2014 fueron celebradas las elecciones presidenciales, resultando ganador Abdullah Abdullah (exministro de asuntos exteriores). Sin embargo, fue necesaria una segunda vuelta frente Ashraf Ghani celebrada en junio y cuyos resultados se vieron envueltos en una disputa acusado por Abdullah Abdullah de fraude, pero finalmente se llegó a un acuerdo donde Ghani se desempeñara como el presidente y Abdullah Abdullah de Primer ministro. El 29 de septiembre Ghani asumió como el segundo presidente del Afganistán democrático y por supuesto luego de la presidencia del afgano Hamid Karzai.
El 12 de mayo, los talibanes lanzaron su nueva Ofensiva Talibán de Primavera de 2014, que tiene por objeto actuar contra las fuerzas de la ISAF-OTAN y las afganas, entre sus actos se encuentra un atentado contra el ministerio de Justicia de Jalalabad.
El 31 de mayo tuvo lugar la liberación del sargento estadounidense Bowe Bergdahl, capturado en Afganistán el 30 de junio de 2009, a cambio de cinco presos de la prisión de Guantánamo, este canje sería posible mediante la intermediación de Catar.
El 15 de julio, un atentado con coche bomba causó 89 muertos y 80 heridos en el distrito de Orgun.
El 5 de agosto, un sujeto vestido con uniforme afgano atacó a soldados de la coalición y de las fuerzas afganas en la base británica de entrenamiento Camp Qargha, dejando 7 soldados estadounidenses heridos, 5 soldados británicos heridos y 3 soldados de las fuerzas afganas también heridos, varios de gravedad entre los soldados de la coalición y de las fuerzas afganas. Además, un general alemán fue herido. El supuesto soldado afgano también logró matar a un general estadounidense de dos estrellas llamado Harold J. Greene, quien era uno de los principales responsables para la transición de las operaciones de seguridad a las fuerzas afganas y el militar de más alto rango perteneciente a las fuerzas de la ISAF-OTAN muerto desde la invasión de Afganistán de 2001; el atacante, que fue identificado como Rafiqullah y había servido durante dos años en el ejército afgano, logró ser abatido.
Debido a ello el General Joseph Dunford Jr. líder de la coalición ISAF-OTAN decidió suspender momentáneamente la misión de colaboración en lo que respecta al entrenamiento de los soldados afganos.

### Fin de la misión de la ISAF - OTAN
El 26 de octubre, la última unidad de marines estadounidenses y de tropas de combate británicas presentes en Afganistán terminaron oficialmente sus operaciones, luego de transferir el control de una gran base militar a los afganos. El campamento de Leatherneck es la mayor base de Estados Unidos que se entrega al control afgano mientras que Camp Bastion, la última base militar británica, también fue entregada a los afganos. Para diciembre de 2014, el presidente Obama prometió la salida de las tropas estadounidenses del país asiático, dejando solo algunos elementos luego de la retirada.
El 22 de noviembre, Obama firmó una orden mediante la que EE. UU. se comprometía a dejar un número de 9800 soldados para asesorar, entrenar y acompañar en el combate a las fuerzas afganas hasta fines de 2015, la operación llevaría el nombre de Operación Apoyo Decidido
Sin embargo, el 1 de diciembre de 2014 el secretario general de la OTAN, Jens Stoltenberg, corroboró junto al presidente de Afganistán, Ashraf Gani, y el jefe del Gobierno, Abdulá Abdulá, la continuidad de la misión aliada a partir del próximo 1 de enero en el país centro asiático como dijimos denominada Operación Apoyo Decidido la cual tendrá comienzo el 1 de enero de 2015 y dicha misión se limitara solo a entrenar y asesorar a las fuerzas afganas diferente a lo firmado por Obama la cual este prestaba apoyo militar en misiones de combate; Estados Unidos prevé mantener unos 10 800 soldados hasta 2024 y la Alianza Atlántica continuará en el país con unos 4000 militares que desempeñarán un nuevo rol de asesoramiento y equipamiento de tropas afganas, frente a los alrededor de 130 000 efectivos extranjeros que había en 2012.
El 28 de diciembre de 2014 el presidente Barack Obama dio por finalizada la misión de la ISAF-OTAN en Afganistán y la ceremonia que se realizó en Kabul junto al comandante de la ISAF, el General estadounidense John Campbell en representación de las fuerzas de la ISAF que supuestamente puso fin a los combates es simbólica: las fuerzas estadounidenses permanecerán dos años más, como mínimo, en el país centroasiático.
Según los planes de Barack Obama, EE. UU. mantendrá la presencia militar hasta el final de 2016 asesorando y participando en algunas misiones de combates concretas.
En su discurso de ceremonia de finalización de la misión de la ISAF en Afganistán, Obama expresó que las tropas y el personal de inteligencia «han sido implacables» contra los terroristas responsables de los atentados del 11 de septiembre de 2001, «devastando» el núcleo del liderazgo de Al Qaeda, nuestros valerosos militares y diplomáticos en Afganistán —junto con nuestros aliados en la OTAN y en la coalición— han ayudado a que el pueblo afgano reclame sus comunidades, tome el liderazgo de su propia seguridad, celebre elecciones históricas y complete el primer traslado democrático del poder en la historia del país», dijo Obama. No obstante, «Afganistán sigue siendo un lugar peligroso, y el pueblo afgano y las fuerzas de seguridad continúan haciendo enormes sacrificios en defensa de su país, EE.UU permanecerá vigilante ante la amenaza del terrorismo» admitió el mandatario. Pero lo seguro es que Estados Unidos prevé mantener unos 10 800 soldados hasta 2024 y la Alianza Atlántica continuará en el país con unos 4000 militares que desempeñarán un nuevo rol de asesoramiento y equipamiento de tropas afganas.
Sin embargo 12 500 militares continuarán en Afganistán para ayudar a los 350 000 efectivos de las fuerzas de seguridad, quienes se enfrentan a partir de ahora en solitario a la insurrección talibán.
La insurgencia afgana, entretanto, sigue siendo tan feroz y mortal como en cualquier otro momento desde la invasión de 2001 que derrocó al régimen talibán luego de los ataques del 11 de septiembre.
Con fecha 1 de diciembre de 2015 la OTAN acuerda frenar por el momento la retirada de sus tropas y mantendrá en el país aproximadamente 12 000 soldados según anuncio Jens Stoltenberg
En febrero de 2016 el gobierno de EE. UU. anunció el envío de hasta 800 soldados a la conflictiva provincia de Helmand y bastión talibán. Este incremento de tropas en la provincia no implica el envío de más tropas al país, sino la redistribución de los 9800 soldados ya presentes en Afganistán. El objetivo de este traslado de tropas es reforzar el entrenamiento a las tropas afganas desplegadas en esa zona.

## 2015: Operación Apoyo Decidido, reconquista talibán e irrupción del Estado Islámico
El 1 de enero de 2015 se lanzó oficialmente la Operación Apoyo Decidido de instrucción de la OTAN a las fuerzas afganas en Afganistán durará dos años, aunque podría prolongarse. En el país se encuentran unos 11 000 instructores estadounidenses que deberán ayudar a combatir el terrorismo a los funcionarios de seguridad afganos, incluso en operaciones de combate en caso de ataque rápido de los militantes talibanes, los militares estadounidenses tendrán prohibido participar oficialmente en las acciones de guerra estadounidenses, incluso en operaciones de combate en caso de ataque rápido de los militantes talibanes. Se prevé a finales de 2015 el contingente estadounidense se reduzca a la mitad y a finales de 2016 en Afganistán solo quede un pequeño grupo de soldados que proteja la embajada estadounidense en Kabul.
A pesar de que Washington D.C declaró formalmente la finalización de las operaciones de combate a fines del 2014 las tropas de las fuerzas especiales estadounidenses y sus aliados afganos continuaron emprendiendo un creciente número de ataques nocturnos contra objetivos talibán y militantes de Al Qaeda.
En enero de 2015 se llevó a cabo un ataque en el aeropuerto internacional de Kabul en el que murieron tres contratistas privados estadounidenses y un ciudadano afgano por disparos de un insurgente talibán infiltrado entre las fuerzas de seguridad.
Desde el comienzo de la ofensiva de primavera el 24 de abril de 2015, se han llevado 5 ataques contra las fuerzas de seguridad perpetrados en la capital afgana, el último ataque fue contra un convoy de la EUPOL cerca del aeropuerto internacional de Kabul (hasta el 17 de mayo de 2015), en este se confirmó la muerte de uno de sus proveedores de seguridad en el atentado, mientras que dos trabajadores de la misión policial que viajaban en el mismo vehículo sufrieron heridas leves. Una fuente de la Embajada británica en Kabul que prefirió mantener el anonimato informó a Efe del fallecimiento de uno de sus nacionales, que trabajaba para la EUPOL pero no formaba parte de su plantilla. Además entre los muertos hubo 2 mujeres fallecidas.
En el último de ellos, 15 personas fallecieron el jueves en una casa de huéspedes a manos de un insurgente armado, incluidos cuatro indios, un estadounidense, un italiano y varios afganos.
Anteriormente un infiltrado talibán dio muerte a un soldado estadounidense e hirió a varios de ellos.
El 10 de junio de 2015 un misil impactó de forma "indirecta" en la Base Aérea de Bagram, situada en la provincia de Parwan y una de las principales bases de Estados Unidos en el país, dijo la misión de la OTAN en Afganistán, Apoyo Decidido, en un comunicado en un ataque talibán resultó muerta una contratista estadounidense.
Debido al desencanto del Estado Islámico con el Talibán, este grupo también conocido como Daesh (en árabe) apunta a las regiones de Pakistán y Afganistán donde la OTAN libra la guerra más prolongada de los Estados Unidos. Por ello, el 17 de enero de 2015 el EI se instaló en Afganistán contra el Talibán y varios extremistas (entre ellos muchos pertenecientes a los Talibanes) se unieron al EI y juraron lealtad a dicha organización terrorista y a su líder el Califa Abu Bakr al-Baghdadi. Se supone que alrededor de 12 000 simpatizantes están en las filas del Estado Islámico.
«Hay versiones de que 19 o 20 personas murieron» en combates entre el Talibán y el EI, agregó Saifullah Sanginwal, líder tribal del distrito de Sangin.
El 31 de enero, Mullah Abdul Rauf Khadim, un exmiembro de Talibán que reclutaba nuevos integrantes para el EI en suelo afgano, fue detenido junto a 45 de sus seguidores en el distrito de Kajaki. Pero el 9 de febrero de 2015 mientras se transportaba en un automóvil junto a 6 personas y cargado de municiones un dron de la OTAN asesino al Mullah Abdul Rauf Khadim y a las 6 personas.
El 15 de marzo, el Gobierno de Afganistán anuncio la muerte de 10 milicianos del Estado Islámico, entre ellos uno de los comandantes de la formación y presunto líder del grupo en el país, el denominado comandante es Hafiz Wahidi quien murió durante una operación en la provincia de Helmand, quien presuntamente había sucedido al mulá Abdulrauf Jadim como líder del grupo en Afganistán.
El 25 de mayo, se produjo un enfrentamiento entre terroristas del EI y talibanes, que dejó un saldo de 15 y 12 muertos en cada bando, respectivamente.
El 22 de junio hubo un ataque de los talibanes contra el Parlamento afgano. Uno de los rebeldes, según la policía de Kabul, hizo estallar un coche lleno de explosivos en una de las puertas del edificio, mientras los diputados estaban celebrando una sesión sobre temas de defensa. Justo después de la explosión, un grupo de insurgentes entró en un edificio cercano al Parlamento disparando contra las fuerzas de seguridad que protegían el complejo público. Los siete rebeldes fueron abatidos en el tiroteo, según aseguró la policía afgana. Al menos dos personas murieron —una mujer y un menor— y otras 30 resultaron heridas.
Los insurgentes presionan para hacerse con territorio, y en los últimos días han logrado el control de dos distritos en la provincia de Kunduz (Dasht-e-Archi y Chardara), en el norte del país.
El 30 de junio de 2015 un ataque suicida talibán contra una escolta de tropas de la OTAN en una carretera cercana al aeropuerto internacional de Kabul, junto a la Embajada de EE. UU. y la Corte Suprema afgana, ha dejado al menos 5 muertos y entre 17 y 40 heridos (mínimamente) (con 3 niños entre estos últimos), según la Policía y funcionarios de seguridad locales. Un portavoz de los talibanes ha asumido ya la responsabilidad del ataque. La explosión tuvo lugar en Wazir Akbar Khan, una de las zonas más ricas de la capital afgana, donde se encuentran las embajadas de EE. UU. y de Canadá además de otras delegaciones diplomáticas. En el ataque entre los heridos se incluyeron dos soldados estadounidenses con heridas leves.
El 7 de julio de 2015 en dos ataques suicidas perpetrados en Kabul, uno de ellos contra las tropas de la Alianza y el otro contra la agencia de inteligencia afgana un civil murió y cuatro insurgentes resultaron muertos, además tres soldados de la OTAN resultaron heridos.
El 11 de julio y 12 de julio de 2015 un atentado talibán tuvo lugar en la embajada española de Kabul matando a dos policías españoles y en total a 10 víctimas, pero fue finalmente repelida por la policía española, fuerzas afganas y extranjeras.
En septiembre del mismo la capital de Kunduz y varios distritos del mismo fueron tomados brevemente por talibanes, además de la localidad de Sangin en diciembre, la cual fueron posteriormente liberadas dichas localidades por las fuerzas de la coalición y afganas tras combates y bombardeos.

## Bajas
| País           | Muertos |
| -------------- | ------- |
| Estados Unidos | 2465    |
| Reino Unido    | 455     |
| Canadá         | 158     |
| Francia        | 86      |
| Alemania       | 54      |
| Italia         | 48      |
| Dinamarca      | 43      |
| Australia      | 41      |
| Polonia        | 40      |
| España         | 34      |
| Otros países   | 185     |
| Total          | 3609    |

Durante los veinte años de guerra perdieron la vida 3609 militares de la coalición en Afganistán. Por parte estadounidense murieron 2465 militares en Afganistán, incluyendo a 12 agentes de la CIA. Hasta la fecha más de 22 773 soldados de la ISAF han resultado heridos en Afganistán. Por parte británica 455 soldados han muerto. Además, han sido confirmadas la muerte de 215 contratistas extranjeros.
En 2012 la Casa Blanca y la OTAN mostraron su preocupación por una serie de ataques denominados «verde contra azul» (llamados así debido al color de la bandera afgana y de la OTAN) estos consistieron en la acción mediante la cual los mismos soldados afganos mataban a soldados de la coalición transatlántica debido a infiltraciones de insurgentes afganos en las filas afganas o a la revelación de algún miembro oficial del ejército afgano. El saldo de estos actos en 2012 dejaron 60 soldados de la coalición muertos. Debido a ello las fuerzas estadounidenses reforzaron la seguridad en sus campamentos y bases.
Respecto a la población civil afgana, varias fuentes cifran aproximadamente en 20 000 muertos por acciones de violencia entre 2001 y 2013. Además, en 2012 había cerca de medio millón de civiles desplazados a causa del conflicto. En cuanto a las fuerzas de seguridad afganas, se han contabilizado 13 729 efectivos muertos y otros 16 511 heridos entre finales de 2001 y principios de 2014 (se incluyen tanto a miembros del ejército como de la policía afgana). Otras fuentes cifran entre 150 mil las muertes de civiles y militares en Pakistán y Afganistán de 2001 a 2014.

## Escándalo Wikileaks

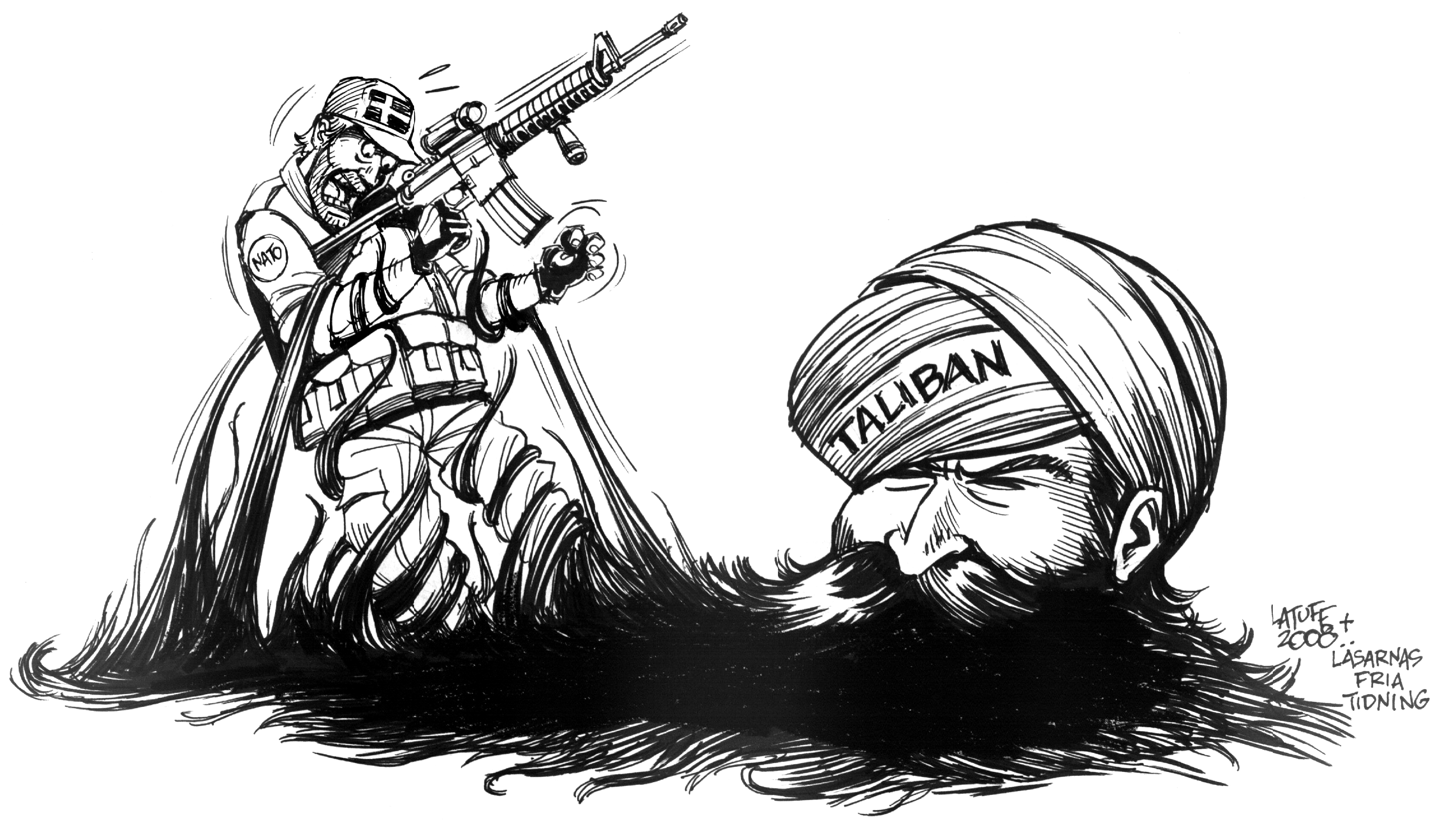
caricaturas de en talibán con Dinamarca

El portal web Wikileaks reveló el 25 de julio de 2010 una serie de documentos que fueron filtrados al gobierno de Estados Unidos, y demuestra un oscuro panorama de la guerra, donde se documentan las muertes de civiles por parte de contingentes de la Coalición y de la OTAN; así mismo de otras operaciones encubiertas, y de cómo los talibanes no están reducidos como se decía en las noticias.
La información fue suministrada por Wikileaks a diferentes medios de prensa como: The Guardian de Inglaterra, The New York Times de Estados Unidos, Der Spiegel de Alemania y El País de España.

## Operaciones militares españolas en Afganistán
La operaciones españolas en Afganistán se desarrollaron con el objetivo de limpiar la insurgencia en las provincias de Herat y Badghis en Afganistán y dejar la provincia ya lista para que los afganos se hagan cargo de ella luego de la retirada de las tropas españolas en 2014 además de reconstruir dichas provincias las cuales tenían a cargo.

## Segundo Período

### Ataque al Parlamento de Kabul
El 22 de junio de 2015, los talibanes detonaron un coche bomba a las afueras de la Asamblea Nacional, en Kabul: un militante talibán había logrado pasar la seguridad del complejo y aparcar un coche bomba a la entrada del edificio, haciéndolo explotar. Después de la explosión, combatientes talibanes atacaron el edificio con rifles de asalto y lanzagranadas. Seis talibanes insurgentes, armados con rifles AK-47 y lanzagranadas, tomaron posiciones en un sitio de construcción cercano. Los Miembros del Parlamento fueron evacuados mientras las fuerzas de seguridad luchaban contra los insurgentes. El enfrentamiento duró dos horas. El portavoz afgano del interior, Sediq Sediqqi, dijo que los atacantes fueron abatidos por la policía y ningún parlamentario fue herido. La misión de la ONU en Afganistán, declaró que una mujer y un niño murieron en el ataque, y cuarenta civiles fueron heridos.

### Negociaciones con los talibanes
En julio de 2015 los talibanes hicieron un contacto inicial con el Gobierno afgano en Pakistán con el objetivo de llegar a un acuerdo de paz, pero el proceso quedó suspendido pocos días después al conocerse la muerte del fundador del movimiento insurgente, el mulá Omar, dos años antes.
Funcionarios chinos declararon que la inestabilidad en Afganistán representa un peligro para la parte oeste de China, así como para la seguridad del Corredor Económico Chino-Pakistaní. China y Pakistán se han involucrado en las negociaciones entre el gobierno afgano y los talibanes. El grupo de negociadores, compuesto por funcionarios afganos, estadounidenses, chinos y pakistaníes. ha estado invitando a los talibanes a participar en conversaciones de paz desde enero de 2016, pero la verdad es que el Talibán está más ocupado en la lucha entre él y el gobierno. Una reunión entre representantes de ambos lados tendría lugar a principios de marzo, pero los talibanes dijeron que no iban a participar. El atentado al parlamento en Kabul ha vuelto la situación intolerable: en abril de 2016, el presidente Ashraf Ghani dijo que sería imposible tratar de negociar con el Talibán, ya que la organización se había vuelto más radical. El líder de los talibanes, Haibatullah Akhundzada, respondió a la declaración diciendo que un acuerdo de paz podría ser posible si el gobierno afgano renunciaba a sus alianzas extranjeras.

### Ataques y ofensivas en localidades

#### Ofensiva Kunduz

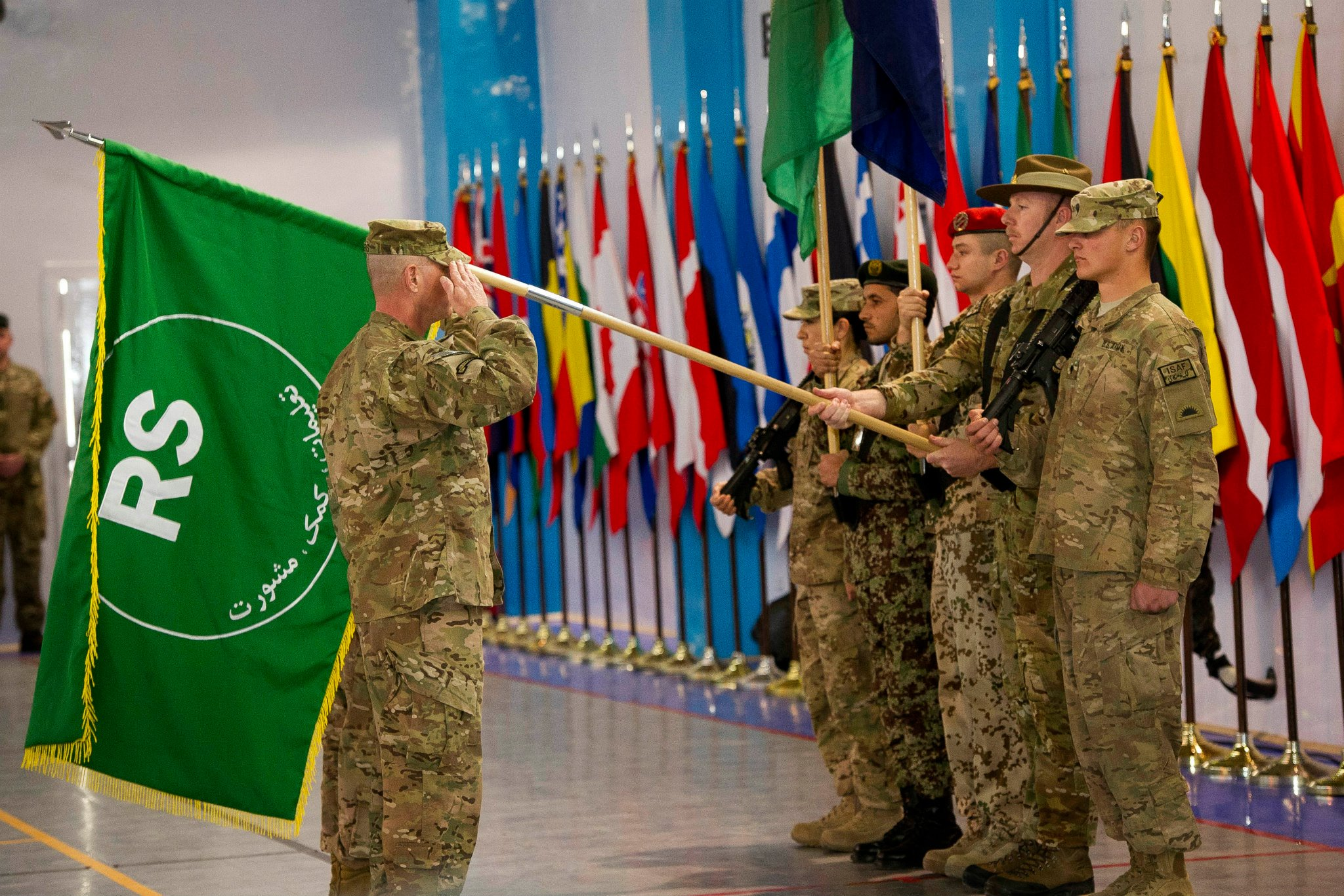
La ISAF cambiando a la FTCOE (RS)

Fuertes combates se produjeron en la provincia de Kunduz, sitio de los grandes enfrentamientos desde 2009. En mayo, los vuelos que se dirigían al norte de Kunduz fueron suspendidos debido a las semanas de enfrentamientos entre las fuerzas de seguridad afganas y los talibanes fuera de la ciudad. Durante los combates, los insurgentes que luchaban contra los talibanes se fortalecieron y recuperaron posiciones. En junio, los talibanes intensificaron los ataques que hacían en todo el norte de la ciudad de Kunduz, como parte de una gran ofensiva en un intento de capturar la ciudad. Decenas de miles de personas han sido desplazadas internamente en Afganistán por los combates. El gobierno recuperó el distrito de Char Dara después de aproximadamente un mes de lucha.
A finales de septiembre, las fuerzas de los talibanes lanzaron un ataque en Kunduz, apoderándose de varias aldeas periféricas, entraron en la ciudad. Los talibanes irrumpieron en el hospital regional y se enfrentaron con las fuerzas de seguridad en la universidad cercana. En cuatro distritos se podían escuchar y ver los combates contra los talibanes Chardara hacia el oeste, Aliabad hacia el suroeste, Khanabad hacia el este y el Imam Saheb hacia el norte. De acuerdo a informes de inteligencia, los talibanes se habían tomado Zakhel y Ali Khel, que eran dos pueblos en la carretera que conecta la ciudad de Kabul y Mazar-e-Sharif a través del distrito de Aliabad. Según informes de los talibanes, en el suroeste de Kunduz había ciudadanos que decidieron tomar las armas y ayudarlos. Combatientes talibanes bloquearon la ruta hacia el aeropuerto de Kunduz para evitar que los civiles huyeran de la ciudad. Un testigo informó que la sede de la Dirección Nacional de Seguridad, fue prendida en fuego. Kunduz fue recapturado por el gobierno afgano con ayuda de las fuerzas estadounidenses, el 14 de octubre de 2015.

#### Distrito de Sangin
El 21 de diciembre de 2015 el distrito de Sangin fue tomado por fuerzas de los talibanes en la provincia de Helmand. Las autoridades anunciaron que las fuerzas afganas decidieron retirarse estratégicamente para no recibir más bajas entre los suyos, mientras tanto se calcula la posibilidad de que la provincia de Helmand caiga en manos de los talibanes. Luego de la toma de solo tres partes del distrito de Sangin tropas británicas fueron desplegadas para solo asesorar a las fuerzas afganas en la lucha contra el talibán además del apoyo de bombardeos de parte de la aviación estadounidense. Tras varios días de luchas el 24 de diciembre del mismo mes el distrito fue recuperado.
El 23 de marzo de 2017 los talibanes tomaron el distrito de Sangin en la provincia de Helmand. Sin ningún tipo de resistencia y para evitar bajas civiles, las fuerzas gubernamentales y los empleados administrativos realizaron una retirada táctica y abandonaron la sede del distrito y las instalaciones gubernamentales de Sangin, indicó el portavoz gubernamental. Ocho de los 14 distritos de la provincia están bajo el control o la influencia de los talibanes, tras el fin de la misión de combate de la OTAN en enero de 2015, según Estados Unidos.

#### Distrito de Sayad
El 5 de agosto de 2017 y luego de dos días de enfrentamientos con las fuerzas de seguridad afganas los talibanes lograron tomar el control del área estratégica Mirzawalang en el distrito de Sayad en la provincia de Sari Pul. Atacaron en tres direcciones diferentes y asesinaron a al menos siete efectivos de seguridad. En el ataque al menos 10 combatientes talibanes, incluyendo dos dirigentes de grupos murieron como resultado de los enfrentamientos. Hace varios meses, el grupo tomó control de otros distritos en la misma provincia, desde donde se organizaron e iniciaron sus ataques.

#### Distrito de Jhani Khel
A finales de julio de 2017, los combatientes talibanes asaltaron y tomaron el distrito de Jani Khel, en la provincia de Paktia. Su caída marcó la tercera victoria consecutiva de los islamistas en solo cuatro días.

#### Ofensiva talibán en la provincia de Helmand
En el año 2015, los talibanes comenzaron una ofensiva en la provincia de Helmand, tomando partes de la provincia. En junio de 2015, los talibanes habían tomado el control de Dishu y Bagharm, matando a 5588 miembros de las fuerzas del gobierno afgano, (3720 de ellos eran policías). A finales de julio, los talibanes habían invadido el distrito Nawzad, y el 26 de agosto tomaron el control de Musa Qala. El 18 de diciembre de 2015, los talibanes y fuerzas de seguridad afganas se disputaron el control de Nahr-i-Sarraj, Sangin, Kajaki, Nad Ali y Khanashin (las fuerzas de seguridad afganas afirman que en el distrito de Khanashin lograron abatir a 42 combatientes talibanes, después, las fuerzas talibanas se retiraron). Washir y Garmsir y Nawa-i-Barak no sufrieron de la misma suerte, los combates por su control continuaron.
En octubre de 2015, las fuerzas talibanas habían intentado tomar Lashkar Gah; la capital de la provincia de Helmand. 215 unidades del ejército afgano lanzaron una contraofensiva contra los talibanes en noviembre, pero la contraofensiva fue repelida, las fuerzas de los talibanes seguían dentro de la ciudad, atrincheradas. En diciembre de 2015, la ofensiva talibana en Helmand se centró en la ciudad de Sangin, que cayó en manos de los talibanes el 21 de diciembre, después de los feroces enfrentamientos que mataron a más de 90 soldados del gobierno afgano en dos días. Se informó que 30 miembros de las FTCOE junto a 60 miembros de las fuerzas especiales de Estados Unidos se unieron al ejército afgano en la batalla para recuperar partes de Sangin de las manos de los talibanes, además, las tropas de Estados Unidos eran cerca de 300 unidades, y un pequeño número de tropas británicas en Helmand asesoraban al ejército afgano en la zona. Partes de la ciudad lograron ser recuperadas por las fuerzas afganas.
Alrededor del 23 de diciembre, las fuerzas de la policía afgana y el ejército que sumaban aproximadamente 200 fueron sitiados dentro de la jefatura de policía de Sangin, las fuerzas afganas lograron repeler el ataque talibán.  El 27 de diciembre de 2015, los talibanes controlaban los distritos de Musa Qala, Nawzad, Baghran y Disho, y algunos distritos de Sangin, Marja, Khanishin, Nad Ali y Kajaki. Según Mohammad Karim Attal, el jefe del Consejo Provincial de Helmand, los talibanes se han enfrentado en esos distritos a miembros de la resistencia anti-talibán. Altos comandantes estadounidenses dijeron que las tropas afganas en la provincia carecen de líderes efectivos, así como de armas y municiones para hacer frente a los ataques talibanes. Algunos soldados afganos en Helmand han estado luchando en duras condiciones durante años sin un descanso para ver a su familia. El ejército afgano en la zona contaba con una moral baja, y cada vez aumentaban los casos de deserción. A principios de febrero de 2016, los talibanes renovaron sus asalto en Sangin, después de ser rechazados previamente en diciembre de 2015, los talibanes lanzaron una serie de feroces ataques contra fuerzas del gobierno afgano a principios de mes. Como resultado, Estados Unidos decidió enviar a 800 soldados del 2.º batallón del regimiento de infantería 87 y la 10.ª División de montaña, para ayudar al ejército afgano en la provincia de Helmand, particularmente alrededor de Sangin, también se sumaron a las fuerzas de las FTCOE que ya habían sido enviadas con anterioridad a la zona.
El 23 de febrero de 2016, la CNN anunció que soldados del Gobierno de Afganistán habían recuperado Nawzad y los distritos de Musa Qala en la provincia de Helmand el 20 y 21 de febrero, esto fue confirmado por un alto mando del ejército afgano. El diputado local, Mohammad Karim Atal, dijo a CNN que los soldados afganos habían pagado un alto precio en bajas para recuperar esos distritos que habían sido tomados por los talibanes solamente pocos meses atrás, la mala organización de esos distritos fue la culpable de que cayera en manos talibanas.
El 14 de marzo de 2016, cayó el distrito de Khanneshin, en la provincia de Helmand, en manos de los talibanes, mientras tanto, las tropas afganas empezaron su retirada hacia zonas urbanas en Helmand. A principios de abril de 2016, 600 tropas afganas lanzaron una ofensiva importante, retomando las zonas ocupadas por el talibán de Sangin y el área alrededor de él. Un ataque del ejército afgano para retomar la ciudad de Khanisheen fue repelido por los talibanes; en la zona los desertores del ejército afgano abundan.
El 5 de enero de 2016 durante una operación antiterrorista entre fuerzas estadounidense y afganas en la provincia de Helmand en las cercanías de la ciudad de Marjah un soldado estadounidense murió y otros dos fueron heridos, por ello fueron enviados dos helicópteros de rescate pero el primero fue alcanzado por metralla durante el vuelo, por lo que regresó a la base, mientras que el segundo resultó dañado al aterrizar y tuvo que ser abandonado en la zona.
En junio de 2016, Barack Obama, autorizó ampliar el papel que desempeñan las fuerzas estadounidenses desplegadas en Afganistán, con lo cual las fuerzas estadounidenses podrán acompañar a las fuerzas convencionales afganas —solo podían ir junto a las «especiales»— en su lucha contra los insurgentes talibán.
En agosto de 2016 los talibanes avanzaron en la provincia de Helmand y 100 mil civiles aproximadamente abandonaron sus hogares y se han refugiado en la capital Lashkargah o en zonas más seguras de sus distritos, los civiles son de los distritos de Nadali y Nawa principalmente.

#### Ofensivas talibanes en Farah y Gazni
El 15 de mayo de 2018 los talibanes lanzaron una ofensiva contra la capital de la provincia de Farah (oeste) logrando tomarla, pero luego de enfrentamientos contra las fuerzas afganas, fueron expulsados dichos insurgentes, logrando así recuperarla el gobierno afgano luego de combates de sus fuerzas de seguridad.
Menos de tres meses después, es decir el 10 de agosto de 2018, los talibanes lanzaron otra ofensiva sobre la ciudad de Gazni (capital de la provincia homónima). En la ofensiva, el movimiento insurgente logró tomar la capital también, pero nuevamente se enfrentaron contra las fuerzas afganas que fueron apoyadas por la aviación estadounidense y de la OTAN (con bombardeos) y fuerzas especiales estadounidenses que operaban desde tierra en conjunto a las afganas. Al final luego de cuatro días de combate, afganos junto a las fuerzas aéreas (y especiales estadounidenses) de la coalición extranjera lograron echar a los talibanes de dicha ciudad. Por su parte, el portavoz de los talibanes, Zabihulá Mujahid, explicó en un comunicado que el ataque se inscribe en el marco de la ofensiva de primavera lanzada a principios de mayo.
El saldo del combate que duró al menos cuatro días fue de al menos 325 personas muertas, entre ellas 195 talibanes, un centenar de miembros de las fuerzas de seguridad afganas y 30 civiles muertos.
A principios de noviembre del mismo año los Talibanes atacaron nuevamente el centro de la provincia de Gazni y entablaron combates con las fuerzas afganas. El Gobierno de Afganistán envió refuerzos a la provincia para hacer frente a las ofensivas lanzadas por los talibanes contra varios distritos, que dejó un saldo de 100 insurgentes muertos y cerca de 30 soldados afganos muertos.
Por otra parte y debido a los ataques de los Talibanes en la provincia de Farah a principios de noviembre de 2018, el secretario general de la OTAN, Jens Stoltenberg, instó al Talibán a que deje de matar a sus compatriotas, en una exhortación apenas horas después de que los insurgentes atacaron a soldados de una fuerza de frontera en la provincia occidental de Farah y mataron a unos 20 militares afganos.

### Problemas internos del Talibán
El 11 de noviembre de 2015 se informó que habían explotado las luchas internas entre diferentes facciones de talibanes en la provincia de Zabul. Combatientes leales al nuevo líder del talibán, Akhtar Mansoor, luchaban contra facciones talibanas lideradas por Mullah Mansoor Dadullah. A pesar de que la facción de Dadullah contaba con el apoyo de combatientes extranjeros de ISIS, como uzbekos y chechenos, se informó de que los partidarios talibanes de Mansoor tenían la superioridad. Según Ghulam Jilani Farahi, director provincial de la seguridad en Zabul, fueron asesinados más de 100 militantes de ambos bandos desde que estallaron los combates.
Las luchas internas continuaron en 2016, pues el 10 de marzo de 2016, funcionarios dijeron que los talibanes se enfrentaron contra otro grupo talibán, dirigido por Muhammad Rasul, en el distrito Shindand de Herat, dejando como resultado 100 militantes muertos. La lucha interna de los talibanes hace también que las conversaciones de paz tampoco puedan ser llevadas a cabo.
Como resultado de las luchas internas, Mansour inició una guerra interna dentro de su facción para mantenerse a la cabeza de la organización; Sirajuddin Haqqani, jefe de la red Haqqani fue seleccionado para convertirse en el líder adjunto de los talibanes en el verano de 2015. Sirajuddin y otros líderes Haqqani ordenan cada vez más operaciones, especialmente ataques terroristas en centros urbanos, y cuentan con una sofisticada red internacional de recaudación de fondos, Sirajuddin se autodice gobernador de los talibanes, y empezó a unirlos. Como resultado, la red Haqqani se encuentra estrechamente integrada con los talibanes en un nivel de liderazgo y está creciendo en influencia dentro de la insurgencia. Anteriormente los Haqqani eran autónomos. Hay preocupación de que la lucha se vuelva más letal e intensa. Las tensiones entre Pakistán, EE. UU. y Afganistán aumentaron, EE. UU. y Afganistán acusan a Pakistán de brindar apoyo a los diversos grupos talibanes.

### 2016
En enero de 2016, el gobierno estadounidense envió una directiva al Pentágono, en la que otorgaba nueva autoridad legal a los militares estadounidenses en sus ofensivas contra ISIS, después, el Departamento de Estado otorgó la designación de ISIS en Afganistán y Pakistán como una organización de terroristas extranjeros. La división afgana de ISIS fue formada en enero de 2015, y juró lealtad a Abu Bakr al-Baghdadi. Principalmente esta división de ISIS inicio con solo 60 o 70 militantes, en su mayoría estos militantes, provenían de localidades cerca de la frontera con Pakistán, ahora el número de integrantes en esta división se incrementó entre 1000 y 3000 militantes, principalmente desertores de las fuerzas afganas, talibanas y pakistaníes. ISIS generalmente tiene presencia en la provincia de Nangarhar, pero también tiene/tenía presencia en la provincia de Kunar.

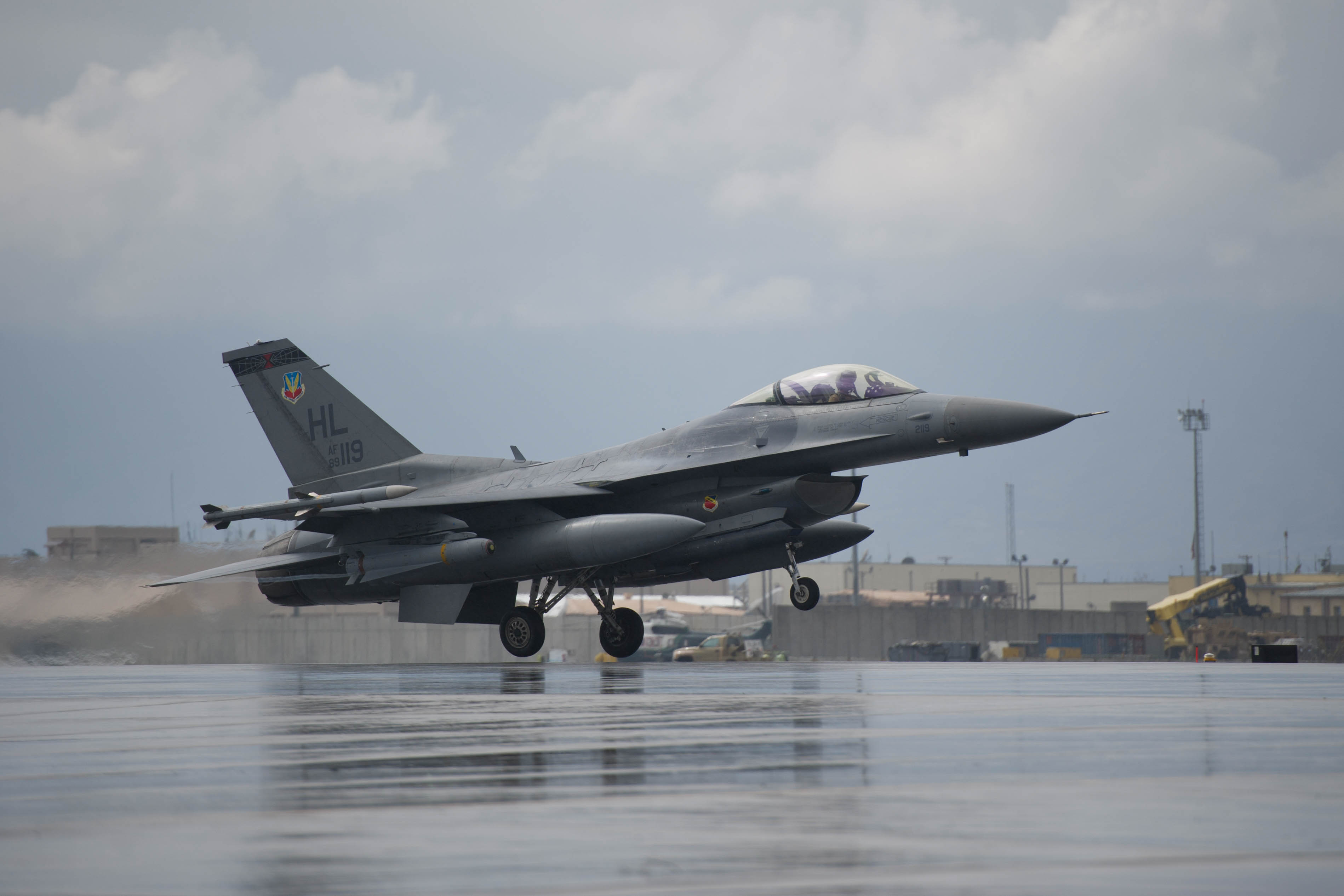
Un F-16 Fighting Falcon despegando del aeropuerto Bagram para una misión de bombardeos, 14 de marzo de 2016.

Durante tres semanas en ese mes, el ejército estadounidense llevaba a cabo al menos una docena de operaciones, incluyendo incursiones y ataques aéreos, muchos de los cuales eran realizados en la región de Tora Bora, de la provincia de Nangarhar. Los comandantes estadounidenses en Afganistán dijeron que creían que entre 90 y 100 militantes de miembros de ISIS habían sido asesinados en dichas operaciones. El 1 de febrero de 2016, ataques aéreos de Estados Unidos en la provincia de Nangarhar dejaron 29 militantes de ISIS muertos, y golpearon la estación de radio de FM del grupo terrorista. El 11 de febrero, ABC news informó que el ejército estadounidense había llevado a cabo 20 ataques aéreos contra ISIS en el este de Afganistán durante las tres semanas anteriores.
El 21 de febrero, The Wall Street Journal informó de que, a poco más de una semana antes, las fuerzas afganas, apoyadas por ataques aéreos de Estados Unidos, lanzaron una operación apodada "Águila 18", contra las fuerzas de ISIS, en la provincia de Nangarhar. El ejército afgano, respaldado por la policía y los grupos paramilitares en el distrito Achin, lograron sacar a los militantes de ISIS de su fortaleza, EE. UU. lanzaba ataques aéreos a diario contra la fortaleza, matando a varios militantes afiliados a ISIS y debilitando su control en el distrito. Dos soldados afganos resultaron heridos en la operación, pero los militantes de ISIS se retiraron de Achin y de otros distritos; la operación está actualmente en curso. El 22 de febrero, las fuerzas de seguridad afganas mataron a 18 militantes del Estado Islámico, mientras que un adicional de 25 militantes de ISIS fueron asesinados en un ataque con drones en la zona de Pekha Khwar Achin, del distrito de la provincia de Nangarhar, mientras estos 25 militantes se reunían para atacar puestos de seguridad afganos Quedaron destruidas una gran cantidad de armas y municiones pertenecientes a la organización terrorista. El 6 de marzo de 2016, el presidente Ashraf Ghani de Afganistán anunció en el Parlamento afgano que había sido derrotado el Estado Islámico en la parte oriental del país. Las fuerzas afganas afirmaron la victoria de la operación el día 21 en los distritos de Achin y Shinwar en la provincia de Nangarhar, y que al menos 200 militantes de ISIS murieron. La operación fue ayudada por civiles locales que montaron puestos de control para ayudar a mantener la seguridad en sus aldeas, y suplieron más adelante a las fuerzas afganas. El 15 de marzo de 2016, un funcionario confirmó que los militantes del Estado Islámico se habían trasladado a la provincia de Chahar Dara en el distrito de Kunduz en la provincia de Kunar. A principios de abril de 2016, se informó que las fuerzas estadounidenses y afganas habían matado a 1979 militantes de militantes de ISIS, otros 736 resultaron heridos y 965 fueron detenidos entre abril de 2015 y marzo de 2016. Algunos militantes de ISIS han intentado huir a la provincia de Ghazni y Nuristán. Durante este periodo de tiempo se aumentaron las deserciones entre militantes de ISIS, talibanes y militares del gobierno afgano.
A finales de junio de 2016, militantes de ISIS atacaron puestos de control policial en la zona de Kot, de la provincia de Nangarhar. Fuertes enfrentamientos entre militantes de ISIS y las fuerzas del gobierno han cobrado decenas de vidas en el este de Afganistán. Se ha informado que 36 militantes de ISIS murieron en los enfrentamientos. Las fuerzas de seguridad afganas tuvieron bajas de al menos una docena, varios civiles han resultado muertos y 18 resultaron heridos. Los ataques más recientes indican que el grupo sigue siendo una potente amenaza para el gobierno afgano.

#### Ofensiva de primavera
La ofensiva de primavera inició el 11 de abril a las 5 a. m. (hora local), fue denominada Operación Omar en honor al fundador del grupo Mohammad Omar. En su primer ataque este grupo se reivindicó la autoría de un atentado contra el ejército afgano en el que murieron 12 reclutaʂ. Asimismo anunciaron una mejora en la gestión en las zonas que gobiernan para asegurar un mejor nivel de vida para su población y realizarán campañas para intentar reclutar más adeptos a su causa. Este anuncia parece aclarar también que el grupo se ha alineado detrás de nuevo líder Akhtar Mohamed Mansur y dejado atrás parte de las disputas internas. Asimismo dejan notar su "éxito" en la lucha contra el Estado Islámico mencionado que varios seguidores de este grupo se han unido a la causa Talibán en la provincia de Nangarhar.
El 12 de abril de 2016, los talibanes anunciaron que lanzarían una ofensiva llamada Operación Omari. Las fuerzas afganas han estado luchando contra los talibanes en el noroeste de Kunduz, como parte de los intentos talibanes de recuperar la ciudad. El 14 de abril, cientos de talibanes y otros insurgentes intentados tomar Kunduz, sin embargo las fuerzas afganas repelieron la agresión. Según el jefe de policía de la provincia de Kunduz, supuestamente murieron 40 talibanes, y entre 8 y 60 resultaron heridos, mientras que las fuerzas afganas tuvieron cuatro muertos y seis heridos. Aviones de vigilancia estadounidenses apoyaron a las fuerzas afganas mientras trataban de hacer retroceder a los talibanes; también ha habido combates en por lo menos seis otros distritos, donde otros 28 combatientes talibanes fueron asesinados, y otros 28 quedaron heridos. El 18 de julio de 2016, por lo menos 100 combatientes talibanes atacaron el distrito Qalai Zal, en la provincia de Kunduz, en un intento de tomar el distrito, pero las fuerzas afganas empujaron a los talibanes hacia atrás. Ocho talibanes —incluyendo un comandante— fueron asesinados, mientras que un miembro de la fuerza de seguridad afganas murió y otros tres resultaron heridos.
Los talibanes ejecutaron a por lo menos 10 personas, algunos de los cuales eran, según se informa, soldados del ejército afgano fuera de servicio el 31 de mayo de 2016 tras el secuestro de unos autobuses y autos con hasta 220 personas a bordo en un puesto de control en la carretera Kunduz-Takhar. La mayoría de los pasajeros fueron liberados después de ser interrogados por los insurgentes talibanes, sin embargo, por lo menos 18 personas todavía permanecieron como rehenes. El 7 de junio de 2016, en la provincia de Ghazni, 12 miembros de las fuerzas de seguridad afganas murieron, incluyendo siete policías, tres soldados y dos oficiales de la Dirección Nacional de seguridad. Al día siguiente, talibanes en la provincia norteña de Kunduz pararon un autobús en una carretera cerca de la capital provincial y secuestraron a 40 pasajeros, el segundo secuestro en la provincia en menos de dos semanas.
El 1 de junio de 2016, insurgentes talibanes irrumpieron en un tribunal de la ciudad afgana de Ghazni; se enfrentaron con la policía por al menos una hora en un ataque en el que 10 personas, incluyendo cinco militantes talibanes, murieron, según informes de la policía. El ataque se produjo días después de que los talibanes prometieran buscar venganza contra el gobierno afgano por la ejecución de seis prisioneros talibanes el mes anterior.  Otro ataque de represalia por la ejecución de presos por el gobierno afgano llegó el 5 de junio de 2016, dejando al menos 5 personas muertas y por lo menos 19 heridos en un tribunal de Apelaciones en Alam Pul-e en la provincia de Logar. Entre los cinco muertos en el ataque estaba el recién nombrado jefe de la corte de Apelaciones. Ese mismo día un miembro del Parlamento afgano, Shir Wali Wardak, fue asesinado por una bomba plantada cerca de su residencia en Kabul, mientras otras 11 personas resultaron heridas por la explosión. Ningún grupo se reivindicó el ataque.
En junio de 2016, el presidente Obama aprobó una política para dar a la Estados Unidos mayor capacidad militar para apoyar a las fuerzas afganas que luchaban contra los talibanes. La decisión también permite un mayor uso del poderío aéreo de Estados Unidos, particularmente en las misiones CAS. El comandante de Estados Unidos en Afganistán, el general John Nicholson, ahora será capaz de decidir cuándo es apropiado para las tropas estadounidenses acompañar a las fuerzas afganas convencionales en el campo. Un alto funcionario de defensa de Estados Unidos dijo que los poderes ampliados solo deben ser empleados si es conveniente. Los anteriores límites en las acciones del ejército de Estados Unidos en Afganistán hacían más poderosas las acciones de los insurgentes; esta abolición de las restricciones hacen que se puedan tomar decisiones en los momentos cuando se necesita la intervención de EE. UU. en combates entre las fuerzas afganas y los talibanes, lo ayudaría para evitar más reveses de las tropas afganas. Los talibanes están reenfocando su atención principalmente en las provincias de Helmand, Kandahar y Uruzgan, según funcionarios militares estadounidenses y afganos, aunque los insurgentes también han alcanzado otros países. Los talibanes todavía tienen una gran presencia en la región con unos 25 000 combatientes que se enfrentan a 30 000 fuerzas de seguridad afganas que luchan para sofocar el resurgimiento del grupo. El 24 de junio, se informó que, en la semana anterior, el ejército estadounidense lanzó sus primeros ataques aéreos contra los talibanes desde el cambio de la política de los Estados Unidos. En julio de 2016, el presidente Obama anunció el despliegue de 8400 soldados de Estados Unidos en Afganistán cuando termine su mandato, en lugar de reducir el número de efectivos a 5500 para finales de este año, reflejando que es muy difícil que el gobierno de Afganistán se sostenga solo sin ayuda de EE. UU., mientras tanto el Reino Unido envió 50 militares adicionales a Afganistán: 21 se unieron a la misión de lucha contra el terrorismo, 15 participaron en un desarrollo del liderazgo en la Academia de entrenamiento de oficiales del ejército afgano y 13 se unieron a la misión de apoyo firme, estas se unirán a las tropas británicas que ya estaban el país. Reino Unido había dicho que retiraría sus tropas, pero en ese momento amplió el plazo hasta 2017.
El 30 de junio de 2016, dos atacantes suicidas atacaron un convoy de la policía afgana que llevaba cadetes recientemente graduados en las afueras de la capital, Kabul. Mataron a 40 cadetes e hirieron a 40 más. El incidente ocurrió 10 días después de un ataque contra un autobús que transportaba guardias nepalíes, quienes trabajaban para la embajada canadiense en Kabul. Murieron 14 personas.
En julio de 2016, por lo menos el 20 % de Afganistán estaba en manos de los talibanes. Sin embargo, las fuerzas de seguridad afganas significativamente habían aumentado sus capacidades e hicieron logros importantes en la ofensiva.

#### Asesinato del Mulá Mansur
El 22 de mayo de 2016, el Gobierno de Afganistán confirmó la muerte del Mulá Mansur, luego de un ataque con drones del Ejército de Estados Unidos ocurrido el 20 de mayo de 2016, fue ejecutada mientras las Fuerzas de Tarea Conjunta de Operaciones Especiales se movilizaba en una remota área del sur de Pakistán, cerca de la frontera con Afganistán. El mulá Haibatulá Ajundzada fue escogido como sucesor de Mansur y anuncio al igual que el fallecido mula Mansur que la violencia solo se detendrá cuando la ocupación extranjera se retire del país.

#### Atentado contra minoría hazara en Kabul
El 23 de julio de 2016 un atentado reivindicado por el ISIS tuvo lugar durante una manifestación de la minoría hazara perteneciente a la rama chií del islam en la plaza de Deh Mazang, en Kabul. La explosión de dos artefactos explosivos mata al menos 80 personas.

### 2017

#### Lanzamiento de «la madre de todas las bombas»
El 13 de abril de 2017 la Fuerza Aérea de los Estados Unidos lanzó un bombardeo sobre el distrito de Achin en la provincia de Nangarhar en Afganistán, contra los túneles del Estado Islámico y el grupo fundamentalista Jorasan empleando por primera vez en la historia la GBU-43 conocida como la bomba de mayor poder destructivo no atómica de la historia identificada también como la «madre de todas las bombas».
El bombardeo estaba diseñado para minimizar el riesgo para las fuerzas afganas estadounidenses que realizan operaciones sobre el terreno en esa zona, y maximizar la destrucción de combatientes e instalaciones del EI-Jorasán con el objeto de reducir los obstáculos y mantener el ritmo de la ofensiva contra el EI-Jorasán, la cual además los yihadistas han estado trabajando en defensas subterráneas y búnkeres.

#### Ataque comando talibán a mezquita y ofensiva de primavera de 2017
El 21 de abril de 2017, mientras soldados de las fuerzas afganas salían de una mezquita de rezar fueron sorprendidos por comandos talibanes (vestidos con uniformes del ejército afgano) en un ataque que dejó al menos 135 muertos y 64 heridos.
El 28 de abril del mismo año, los talibanes anunciaron en un comunicado el inicio de su ofensiva de primavera, que llevará el nombre de Operación Mansuri en homenaje a su antiguo líder, el mulá Ajtar Mansur, y estará centrada contra las fuerzas extranjeras.

#### Atentado en el distrito diplomático de Kabul
El 31 de mayo de 2017 al menos 90 personas murieron y otras 463 resultaron heridas por la explosión de un camión bomba dentro de la zona diplomática de la capital de Afganistán donde se halla la sede de la presidencia afgana y las embajadas de Francia, Alemania, Japón, Turquía, Emiratos Árabes Unidos, India y Bulgaria. Fue el atentando terrorista más mortífero de los últimos 15 años hasta la fecha en Kabul atribuido por la red Haqqani.

#### Continuación de la guerra

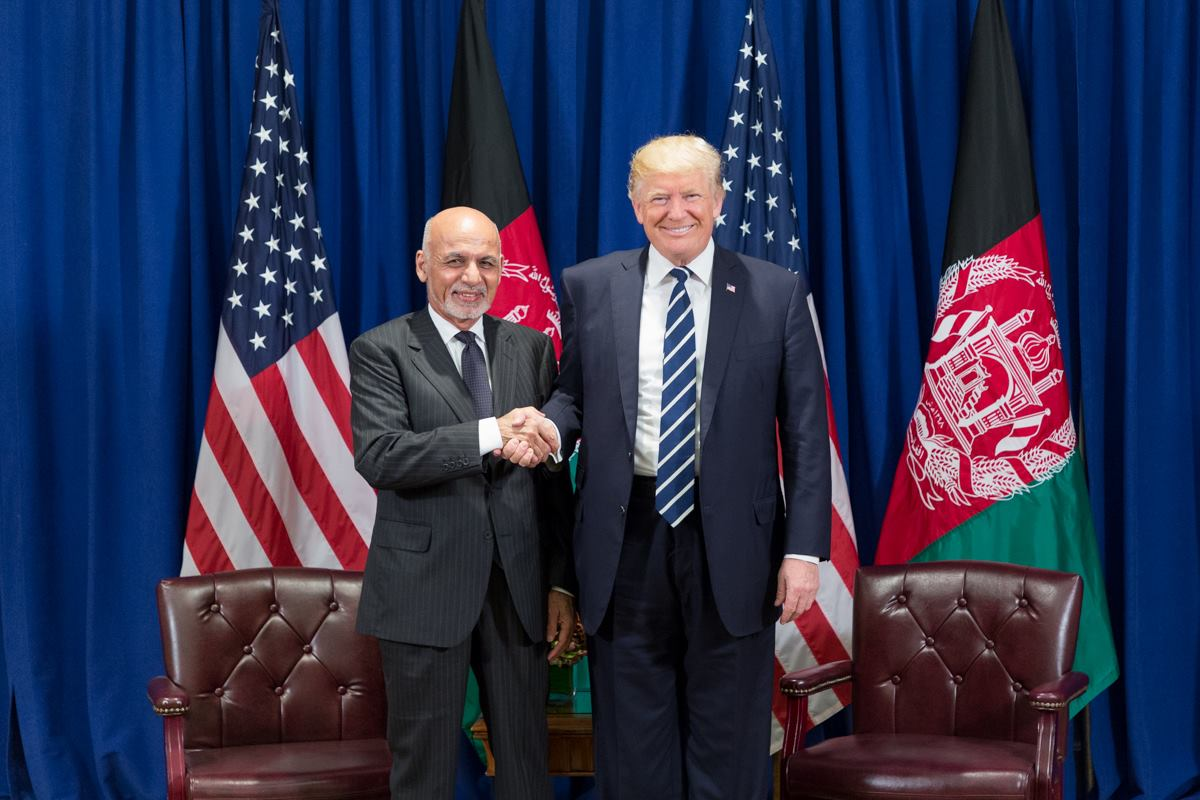
Donald Trump y el presidente afgano Ashraf Ghani en octubre de 2017.

El 21 de agosto de 2017, el presidente Trump anunció que los EE. UU. seguirían implicados en la guerra ya que sin la presencia del ejército estadounidenses colapsaría el gobierno afgano, sin embargo durante la campaña electoral de 2016 calificó a la guerra como un «error terrible». Trump realizó un aumento no especificado de tropas y sin plazos fijos para su retirada, aunque se conoció que 4000 soldados más llegaron a ese país asiático, contando así con un total de 14 000 soldados estadounidenses y en total 16 000 soldados de todas las fuerzas de ocupación extranjeras (incluyendo los 14 000 efectivos estadounidenses). Trump estableció una estrategia para la guerra que prefirió mantener en secreto algunos de sus aspectos, como el número de soldados o los plazos de la operación militar, porque consideró que a su juicio da ventaja al enemigo. Además el presidente Trump anunció la eliminación de fechas para una posible retirada y una postura más cortante con Pakistán. Los funcionarios de Estados Unidos dijeron entonces que tenían como objetivo "obligar a los talibanes a negociar un acuerdo político"; en enero de 2018, sin embargo, Trump habló en contra de las conversaciones con los talibanes en ese entonces.

### 2018

#### Ola de atentados

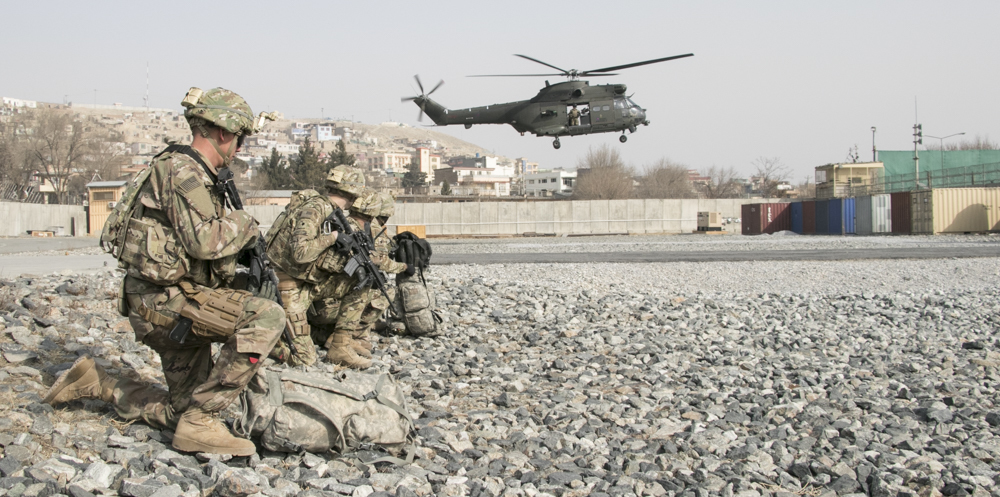
Fuerzas de seguridad estadounidenses, británicas y afganas entrenando juntas en un ejercicio de fuerza de reacción aérea en Camp Qargha en Kabul, 16 de enero de 2018.

El comienzo de 2018 resultó ser un año bastante mortífero en Afganistán debido a varios atentados que se cobraron la vida de cientos de personas en el país asiático. La noche del 20 de enero hasta la madrugada del 21 de enero de 2018, milicianos talibanes atacaran el lujoso Hotel InterContinental de Kabul, donde mataron a 22 personas, incluidos 14 extranjeros, y libraron una batalla de 13 horas con las fuerzas de seguridad. El 27 de enero de 2018 una ambulancia cargada con explosivos dejó un saldo de 103 muertos y 235 heridos en Kabul. Además otras oleadas de atentados que dejaron decenas de muertos se produjeron luego de estos atentados mortíferos.

#### Propuesta gubernamental afgana de paz y petición talibán de diálogo
El 28 de febrero de 2018 el Gobierno de Afganistán llamó a la organización talibán para iniciar conversaciones de paz sin precondiciones, que contempla un acuerdo de alto el fuego, la liberación de insurgentes que se encuentran encarcelados en el país, además de considerar al movimiento talibán como un grupo político que pueda participar de la vida política del país a cambio de que los insurgentes reconozcan la legitimidad de la Constitución afgana, y que se comprometan a respetar el imperio de la ley así como ha dejar la lucha armada, entre otras peticiones y consideraciones. Este plan de paz todavía no ha sido respondido por los talibanes pero en 2015 se intentó llegar a un intento de paz con la organización yihadista aunque el resultado fue negativo para el gobierno afgano luego de conocerse la muerte del fundador del movimiento insurgente, el mulá Omar, dos años antes. Este anuncio se produjo después de que el 26 de febrero la formación insurgente lanzara una propuesta directa de diálogo a EE. UU. en el primer mensaje de este tipo que mandan abiertamente tras años negándose a conversar con el Gobierno afgano y Washington, además los yihadistas afirmaron que Estados Unidos demostraba que no busca el final de la guerra en el país y no es creíble un proceso de paz. Luego de que esta propuesta de diálogo la hicieran los talibanes el mismo presidente Donald Trump decidió rechazarla.

#### Diálogos y acuerdo temporal de paz
En junio tanto talibanes como afganos llegaron a un acuerdo y mantuvieron un cese al fuego de tres días por el mes de Ramadan. El acuerdo fue observado por ambas partes y los combatientes talibanes acabaron uniéndose a las celebraciones de las fuerzas gubernamentales y civiles.
El 28 de julio los Talibanes afirmaron que sostuvieron una conversación directa con la vicesecretaria adjunta del departamento de Estado de Estados Unidos, Alice Wells en Catar, que se podría considerar una discusión preliminar sobre las futuras conversaciones de paz en Afganistán, pero el departamento de Estado de EE. UU. se negó a comentar sobre la reunión con la insurgencia afgana.
El 12 de octubre de 2018 representantes de los talibanes se reunieron en Catar con el emisario estadounidense para la paz en Afganistán, Zalmai Khalilzad, nuevamente aun si precisar por parte estadounidense de que trataba la reunión. Esta es la primera reunión oficialmente confirmada entre las dos partes (EE. UU. y talibanes) y la segunda en concretarse luego de la reunión pasada en el mismo año con la representante estadounidense, Alice Wells, en Catar. Según algunas fuentes la reunión fue un intento decisivo de lograr un final negociado que logre la paz a la guerra.
El 14, 15 y 16 de noviembre del mismo año una delegación de alto nivel del Emirato Islámico (como se autodenominan los talibanes) se reunieron nuevamente con una delegación de alto nivel de Estados Unidos en Catar (encabezada por el representante especial para los esfuerzos de Paz, Zalmay Khalilzad, del lado estadounidense) y hablaron sobre una solución pacífica a la guerra, indicó el portavoz insurgente Zabihullah Mujahid en un comunicado. Las reuniones no terminaron en ningún acuerdo.

#### Atentado contra autoridades afganas y de la OTAN
El 18 de octubre de 2018 un guardaespaldas perteneciente a la escolta de las autoridades afganas en la provincia de Kandahar abrió fuego contra tres líderes provinciales principales en un ataque interno en una conferencia de seguridad, entre ellos el gobernador Zalmay Wesay, quien resultó herido, mientras que el jefe de policía Abdul Razeq y el comandante local del servicio de inteligencia fueron asesinados. Por otra parte dos estadounidenses, el brigadier general del Ejército de los Estados Unidos, Jeffrey Smiley, a cargo de la misión de asesores de la OTAN en Afganistán, sufrió al menos una herida de bala en el ataque junto a un ciudadano estadounidense y a un contratista de la OTAN. El general y comandante de la misión Apoyo Decidido en Afganistán Austin S. Miller y además el principal comandante de Estados Unidos en dicho país, también estuvo en la reunión, pero resultó ileso. Se discute si él fue objeto de los asaltantes. Los talibanes se responsabilizaron por el ataque y dijeron que habían atacado tanto a Miller como a Razeq, el jefe de policía de Kandahar, que tenía una reputación temible como un opositor implacable de los insurgentes en el sur de Afganistán.
El presidente afgano Ashraf Ghani nombró al hermano del fallecido, Abdul Razeq, Tadin Jan como su sucesor.

#### Intenciones de retirada parcial de las tropas estadounidenses
El 20 de diciembre de 2018 una fuente informó que el presidente de los Estados Unidos Donald Trump tomó la decisión de retirar la mitad de los efectivos estadounidenses estacionados allí en Afganistán en un plazo de meses (es decir de los 14 mil retiraría 7 mil); la decisión se tomó un día después que Trump expresó sacar a todas las fuerzas de Siria (anunciando que su misión de derrotar al ISIS de Siria fue cumplida). Por su parte el secretario de Defensa, James Mattis renunció argumentando que sus puntos de vista no estaban alineados con los del presidente. Este cambio de estrategia se produce en un momento en que Estados Unidos impulsa un acuerdo de paz con los talibanes. Esta postura de retirada fue desmentida por un vocero de la Casa Blanca y por el General Austin S. Miller, comandante de las fuerzas extranjeras en Afganistán, pero al mismo tiempo afirmada por otros funcionarios gubernamentales estadounidenses.[cita requerida]

### 2019

#### Principio de acuerdo con talibanes y futura retirada de las fuerzas extranjeras
A principios de enero de 2019 Estados Unidos, el Gobierno afgano y los talibanes llevaron a cabo un principio de acuerdo que implica la retirada total de las fuerzas extranjeras de Afganistán. El primer paso sería una declaración de alto el fuego, seguida de la renuncia de los talibanes a toda relación con organizaciones terroristas como Al Qaeda y el Estado Islámico y, por fin, la retirada de las tropas de EE. UU. y de la OTAN en un período de transición de 18 meses.
A fines de febrero del mismo año se dio a conocer, según una información publicada por el diario New York Times, un nuevo plan de El Pentágono de retirada de las tropas estadounidenses y del resto de la coalición extranjera que expresa que todas las tropas estadounidenses se retirarán de Afganistán durante un periodo de tres a cinco años. Según el plan, que actualmente se está discutiendo con los aliados europeos de EE. UU., el resto de la fuerza internacional saldrá de Afganistán en ese mismo periodo del tiempo, además se propone en los próximos meses reducir a la mitad el contingente estadounidense en Afganistán, que actualmente cuenta con 14 000 tropas. Por su parte los talibanes negaron que se les haya ofrecido dicha propuesta.

#### Supuesta fecha para retirada de tropas estadounidenses
A fines de julio de 2019 el Secretario de Estado de los Estados Unidos, Mike Pompeo, dijo que el presidente estadounidense Donald Trump le ordenó reducir el número de soldados estadounidenses en Afganistán para antes de las elecciones presidenciales de Estados Unidos de 2020. Por otro lado Zalmay Khalilzad, enviado especial de Estados Unidos para la paz en Afganistán, ha sostenido varias rondas con negociadores del Talibán afgano este año. Este expreso que los afganos están más cerca de alcanzar la paz que nunca antes pero la realidad es que la violencia en el país continúa sin cesar con ataque de los talibanes a las fuerzas de seguridad afganas, a la poblaciones civiles y a las fuerzas extranjeras, incluidas las estadounidenses. A esto se le suma los ataques de la agrupación extremista Estado Islámico a las fuerzas afganas y poblaciones civiles.

#### Cancelación de las conversaciones para un acuerdo de paz

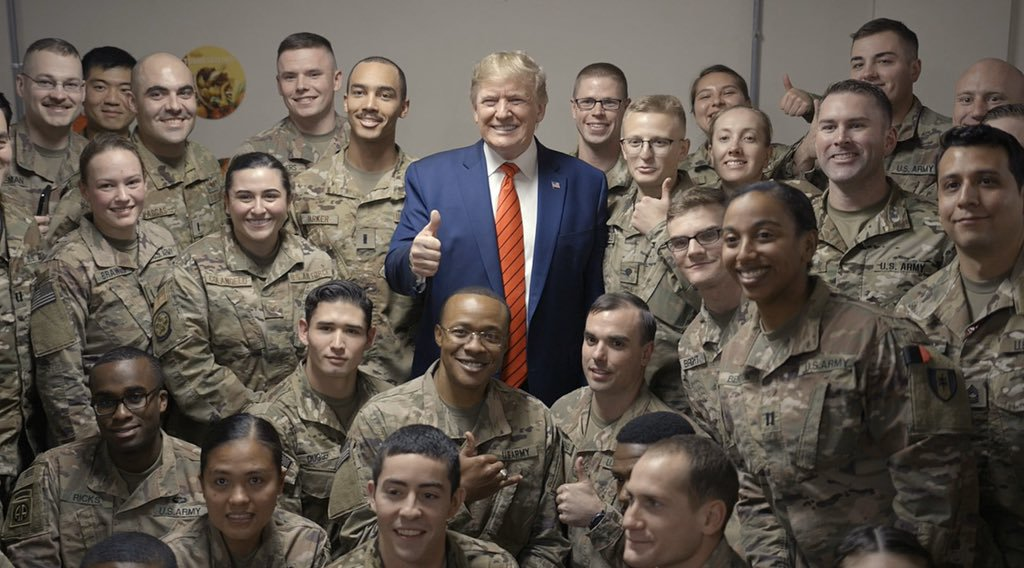
El presidente Donald Trump en Afganistán con soldados estadounidenses durante el Día de Acción de Gracias.

A principios de septiembre de 2019 y menos de una semana después de que Estados Unidos se dispusiera a firmar un acuerdo de paz con el grupo Talibán en Camp David, el presidente Donald Trump dio por canceladas intespectivamente las negociaciones que buscaban ponerle punto final al conflicto con ese grupo armado debido al ataque perpetrado el jueves 5 de septiembre por parte de estos en el que resultaron muertas 12 personas, entre ellos un soldado estadounidense y uno rumano. En noviembre de 2019 el presidente Donald Trump visitó por sorpresa a los soldados estadounidenses en el país asiático, y además anunció su intención de comenzar conversaciones de paz con los talibanes. En diciembre de 2019, se trató de reabrir el proceso de diálogo para un acuerdo de paz, pero otro ataque contra la Base Aérea de Bagram dio cancelada la iniciativa.

#### Supuesta derrota del ISIS en Afganistán
A principios de noviembre de 2019 el ministro del Interior interino de Afganistán, Massoud Andarabi, anunció la victoria plena sobre el grupo terrorista ISIS. La supuesta derrota física se presume que fue debido a la escalada de bombardeos que realizaron las fuerzas afganas en conjunto con las de la coalición internacional. A pesar de la declaración de victoria, los militantes yihadistas del ISIS continuaron atacando en Afganistán.

### 2020

#### Acuerdo de reducción de la violencia y firma de acuerdo de retirada de tropas extranjeras
En febrero de 2020, Estados Unidos y talibanes llegaron a un acuerdo sobre la reducción de la violencia, este duro una semana y comenzó el 22 de febrero del mismo año en el que hubo una reducción de violencia, debido a ello se firmó un documento en Doha con talibanes para el retiro de las tropas estadounidenses de 8600 efectivos en 135 días y de todas las tropas en 14 meses. Estados Unidos retiraría sus tropas, pero solo si los talibanes cumplen ciertas condiciones de no seguir con sus ofensivas y otras cuestiones como de no convertir a Afganistán en lugar de terrorismo además de que se comprometan a que no se lleven a cabo ataques dentro y fuera del país asiático.
El objetivo del alto el fuego firmado el 29 de febrero se expresa en la reducción de la violencia y si es cumplido ello daría paso a un acuerdo de paz que ponga fin a la guerra en Afganistán. Además el tratado para la retirada de las fuerzas estadounidenses y extranjeras también contempla el diálogo entre el gobierno afgano y talibanes, algo que talibanes no querían debido a que consideran al gobierno afgano como títere de Estados Unidos.

#### Firma de acuerdos entre Estados Unidos y los talibanes

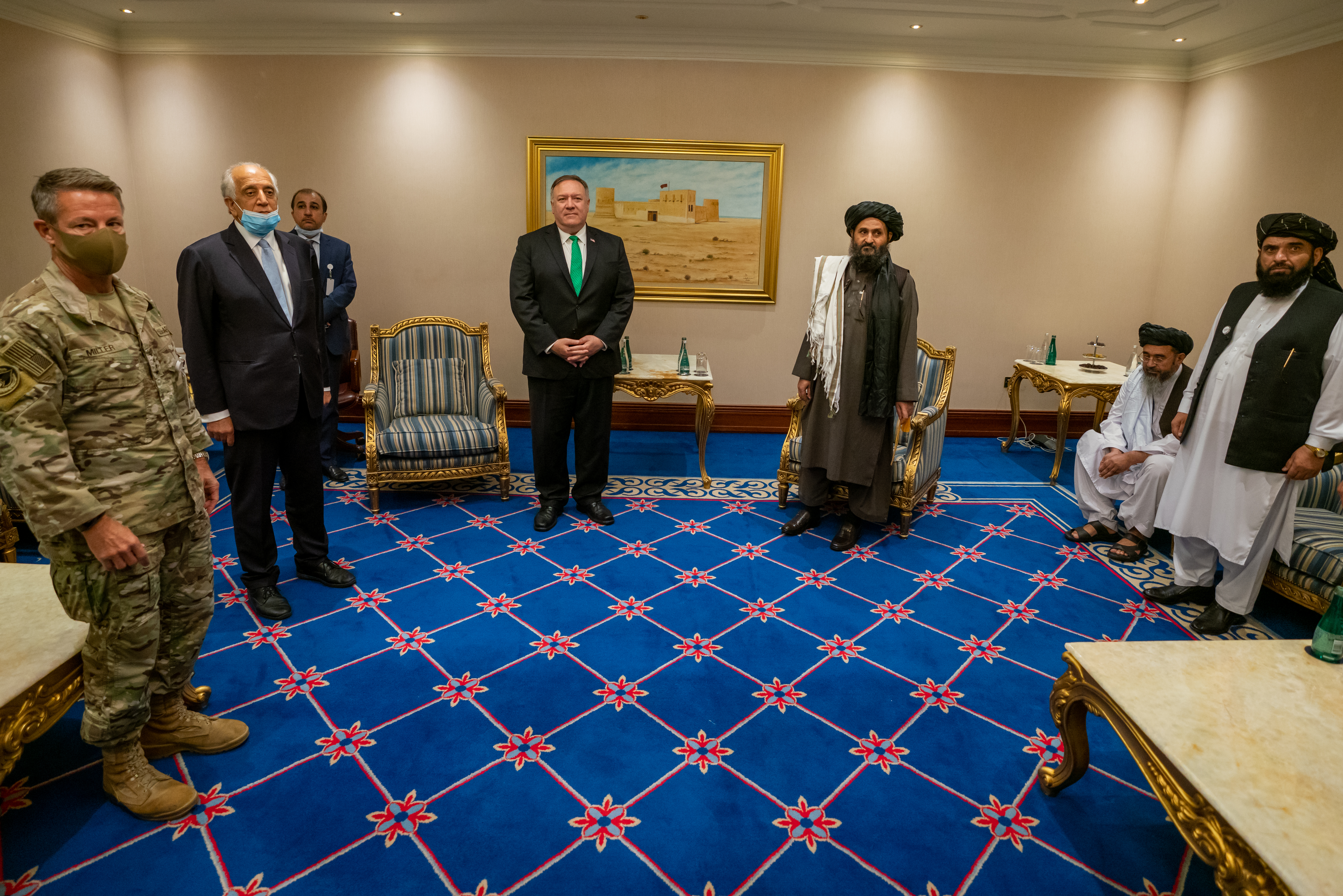
El Secretario de Estado de los Estados Unidos Mike Pompeo reuniéndose con una delegación de los talibanes en Doha, Catar, el 12 de septiembre de 2020.

El 29 de febrero Estados Unidos y los talibanes firmaron en Doha (Catar) un tratado, en donde expresaron diferentes puntos que cada uno debía cumplir para iniciar una transición no violenta, el gobierno de Afganistán y más específicamente su presidente Ashraf Ghani Ahmadzai mostró su disconformidad. Entre las cláusulas se presentó la retirada casi completa de las tropas estadounidenses en 14 meses, así como la ruptura del Talibán con Al Qaeda y Estado Islámico. El mismo presidente estadounidense Donald Trump informó que se reuniría «en un futuro no muy lejano» con los talibanes.
El presidente de Afganistán, Ashraf Ghani respondió que ellos no prometieron a nadie liberar a 5 000 talibanes, a lo que los talibanes responden con un ataque a 43 posiciones del gobierno, solo el 3 de marzo de 2020, lo que llevó a EE. UU. a bombardear a los talibanes.

#### Continuación de la violencia
Los talibanes llevaron a cabo ataques luego de la negativa del Presidente afgano Ashraf Ghani al no respetar un punto clave en las negociaciones que trataba sobre la liberación de 5000 presos talibanes por 1000 soldados afganos capturados, según Ghani el gobierno afgano no fue consultado sobre ello, de esta manera los talibanes accedieron a la violencia y lo expresaron a través de declaración de su portavoz Zabihullah Mujahid, en esta declaración (del día 2 de marzo del mismo año) expresaron su postura de atacar solo a las fuerzas de seguridad afganas pero no a las fuerzas extranjeras. Por su parte Estados Unidos respondió a la violencia de talibanes con un ataque de su fuerza aérea contra posiciones ofensivas de talibanes contra un puesto de las fuerzas de seguridad afganas el día 4 de marzo del mismo año.

#### Liberación de presos talibanes y de efectivos de fuerzas de seguridad afganas
A principios de abril se anunció el primer proceso de liberación de 100 talibanes, un día después de que los talibanes rompieran las negociaciones en la materia con Kabul (debido a que consideran que el gobierno afgano libera solo a presos que el gobierno considera irrelevantes y no quiere liberar también a los que tienen peor antecedentes) y procedieron a retirar a su equipo negociador.
Posteriormente el gobierno afgano liberó la segunda tanda de 100 prisioneros de guerra talibanes como primer paso para iniciar el diálogo de paz que ya ha sido interrumpido por actos de violencia entre talibanes y fuerzas gubernamentales.
Por otra parte los talibanes hacen lo mismo liberando a una tanda de 20 prisioneros uniformados afganos.

#### Inicio del retiro total de las tropas extranjeras y ataques del ISIS a fuerzas estadounidenses
Luego del acuerdo firmado por talibanes y EE.UU en febrero de 2020, a principios de marzo de 2020 las primeras fuerzas estadounidenses empezaron a retirarse de Afganistán como parte del acuerdo y en parte también debido al brote de coronavirus en ese país asiático.
El 9 de abril cohetes impactaron en la Base Aérea Militar estadounidense de Bagram luego que fueran disparados por militantes del Estado Islámico, el ataque no dejó víctimas.

#### Tregua de tres días y bombardeos estadounidenses
A finales de mayo, los talibanes sorprendieron al decretar unilateralmente un alto el fuego de tres días para que sus conciudadanos pudieran "celebrar en paz y comodidad" el Aíd al Fitr, que marca el final del Ramadán.
Pero el 3 y 4 de junio las fuerzas estadounidenses llevaron a cabo el primer bombardeo (sobre talibanes que estaban atacando posiciones de las fuerzas gubernamentales afganas en las provincias de Kandahar y Farah) desde el fin de la tregua del Aid al Firt.

#### Diálogos para llegar a un acuerdo de paz entre el gobierno afgano y los talibanes
El 12 de septiembre de 2020, tanto representantes del gobierno afgano, como del movimiento talibán, se reunieron en Doha (luego de la liberación total de prisioneros reclamados de ambos bandos, incluidos los más peligroso del movimiento talibán) e iniciaron un proceso de diálogos sobre un alto el fuego duradero y una paz definitiva.
Este proceso es apoyado por el Secretario de Estado de EE. UU., Mike Pompeo y el enviado especial de EE. UU. para Afganistán, Zalmay Khalilzad. 
Por otra parte el vocero de los talibanes, Abdul Ghani Baradar, expreso que el movimiento insurgente desea un Afganistán con un "sistema islámico y que todo el mundo tome en cuenta el islam en las negociaciones, y que el islam no sea sacrificado a intereses personales".

#### Ofensiva talibán en Helmand y bombardeos estadounidenses
A principios de octubre de 2020, los talibanes lanzaron una ofensiva en la provincia de Helmand atacando sobre todo su capital Lashkargah. Por otro lado el Ejército de Afganistán lanzó una contraofensiva con apoyo aéreo de los bombardeos de la aviación de Estados Unidos contra los talibán en la provincia de Helmand (sur), en respuesta al ataque a gran escala desencadenado por los insurgentes. Por su parte, el jefe de las fuerzas militares de Estados Unidos y aliados en Afganistán, Scott Miller, denunció que los talibán no están cumpliendo el acuerdo de paz y les exigió que detengan su ofensiva en Helmand y admitió que los bombardeos de sus fuerzas no cometieron ninguna violación del acuerdo de paz de febrero como expresaron los talibanes.

### 2021

#### Segunda ronda de diálogos y amenaza talibán de responder a ataques aéreos
El 5 de enero la delegación del Gobierno de Afganistán viajó a la capital de Catar, Doha, para la segunda ronda de conversaciones de paz con los talibán, en medio del repunte de la violencia y el cruce de acusaciones entre las partes por este recrudecimiento del conflicto.
Por su parte los talibanes denunciaron bombardeos estadounidenses sobre posiciones no militares, y atacando a sus combatientes, y amenazaron con responder si no cesan los ataques aéreos.
La administración Trump completó su reducción de fuerzas a 2500 soldados en enero de 2021, el número más bajo de soldados estadounidenses en Afganistán desde 2001.

#### Acusaciones de incumplimiento del tratado de paz y posible prolongación de la misión extranjera
Debido a la continuación de la violencia y la acusación de incumplimiento con el tratado de paz de febrero de 2020 por talibanes, (según el gobierno afgano), en enero de 2021, el presidente afgano, Ashraf Ghani, este último le pidió a Estados Unidos que extendiera su misión militar más allá de la fecha de salida de las tropas estadounidenses.
Por su parte los talibanes amenazaron con tomar acciones contra las fuerzas estadounidenses y aliadas, si estas últimas no cumplen con el plazo de retirada en mayo de 2021.

#### Diálogo en Moscú
En marzo del mismo año representantes del gobierno afgano y rebeldes del Talibán se reunieron en Moscú en una conferencia auspiciada por Rusia, con el objetivo de llevar la paz a Afganistán.
Fue un encuentro de una sola jornada y la primera de tres conferencias internacionales previo a la posible retirada de las fuerzas estadounidenses y de la OTAN para el plazo fijado de 1 de mayo. De este diálogo participaron también el emisario estadounidense Zalmay Khalilzad, además del director del Consejo de Reconciliación para Afganistán Abdullah Abdullah y el cofundador del Talibán Mula Abdul Ghani Baradar. Participaron además representantes de Pakistán, Irán, India y China.
Zamir Kabulov, enviado de Rusia para Afganistán, expresó que los participantes afganos en las conversaciones mostraron voluntad para negociar la paz y añadió que habrá más reuniones en Moscú.

#### Ataques talibanes contra fuerzas internacionales
El 31 de marzo un ataque con proyectiles fue llevado a cabo por parte talibán contra un base donde hay fuerzas internacionales en la provincia de Jost (este) lo que supondría una violación del tratado de paz de febrero del año 2020. El ataque se saldo sin víctimas para las fuerzas extranjeras.
El 8 de agosto otro ataque por parte talibán se llevó a cabo en una base aérea en Kandahar, que alberga fuerzas de la coalición internacional, sin ningún tipo de daño o víctima que afectase al contingente de la coalición extranjera. Este ataque fue condenado por los Estados Unidos, y se efectuó en un momento donde el presidente estadounidense Joe Biden se muestra preocupado por la decisión sobre si retirar o no a las fuerzas militares de su país.

#### Fecha de retirada total de las fuerzas de la OTAN y aliados
El 17 de abril se dio a conocer que Estados Unidos y sus aliados de la OTAN (como Alemania y Reino Unido) y otros aliados se retiraran del país asiático para cerca de la fecha del 11 de septiembre del mismo año, fecha en la cual se distancia algunos meses de la fecha del 1.º de mayo como plazo para la retirada que la anterior administración del Presidente Trump había acordado en el acuerdo de paz del 29 de febrero de 2020.

#### Comienzo de la retirada total de las tropas de la OTAN fuera del acuerdo del plan de paz de 2020
El 1 de mayo y fuera del plan establecido en el acuerdo de paz de febrero de 2020 firmado entre Estados Unidos y los talibán bajo la administración Trump, comenzó la retirada de soldados estadounidenses y de sus aliados de la OTAN y demás aliados extranjeros, con un extra de un contingente de fuerzas especiales estadounidenses US Army Rangers y equipos de artillería y aviación por si fuera necesaria para responder a los posibles ataques de la insurgencia talibán. Este nuevo plazo de retirada que comenzó el 1 de mayo fue fijado por el presidente Biden y culminaría cerca de la fecha del 11 de septiembre de 2021. Por su parte los talibanes descontentos con este incumplimento de este acuerdo se manifestaron en una postura de un acuerdo para atacar a las fuerzas internacionales, aunque no lo llevaron a cabo.

#### Retirada estadounidense de la base de Bagram, y retirada completa de otras fuerzas internacionales
El 2 de julio de 2021 la Base Aérea de Bagram al norte de Kabul quedó completamente en manos de las fuerzas de seguridad afganas tras el retiro completo de las tropas estadounidenses y el traspaso de mando a las fuerzas afganas. Aunque el retiro de Bagram no es el retiro definitivo de las fuerzas estadounidenses, el retiro de Bagram marca el penúltimo paso de la retirada completa de las fuerzas de coalición internacional de Afganistán.
Otras fuerzas de mayor contingentes de tropas también se retiraron en junio, pero de manera completa como las españolas, alemanas e italianas.

#### Ola de ofensivas talibanas, toma de distritos y enfrentamientos en Kabul

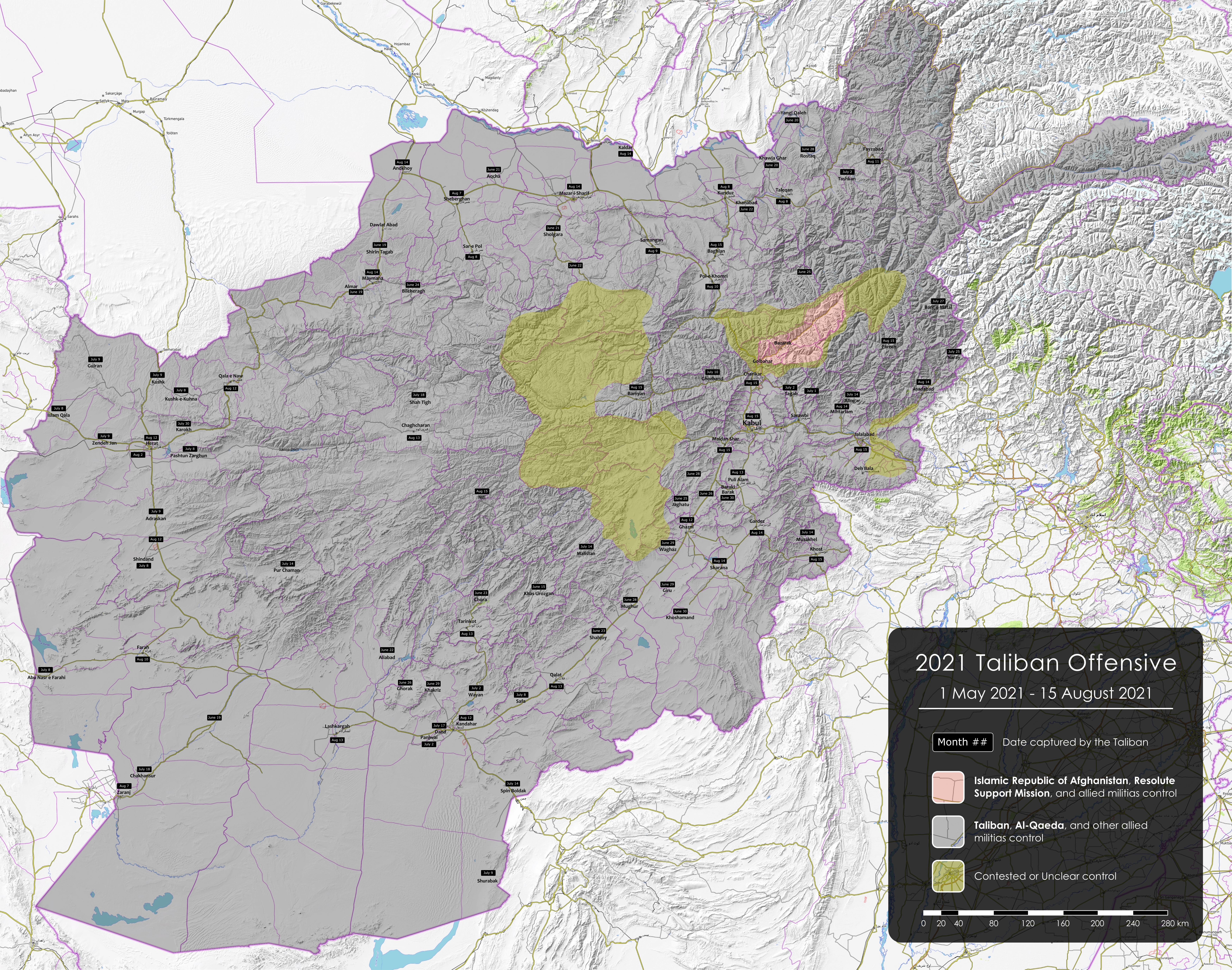
Un mapa de Afganistán que muestra la ofensiva talibán.

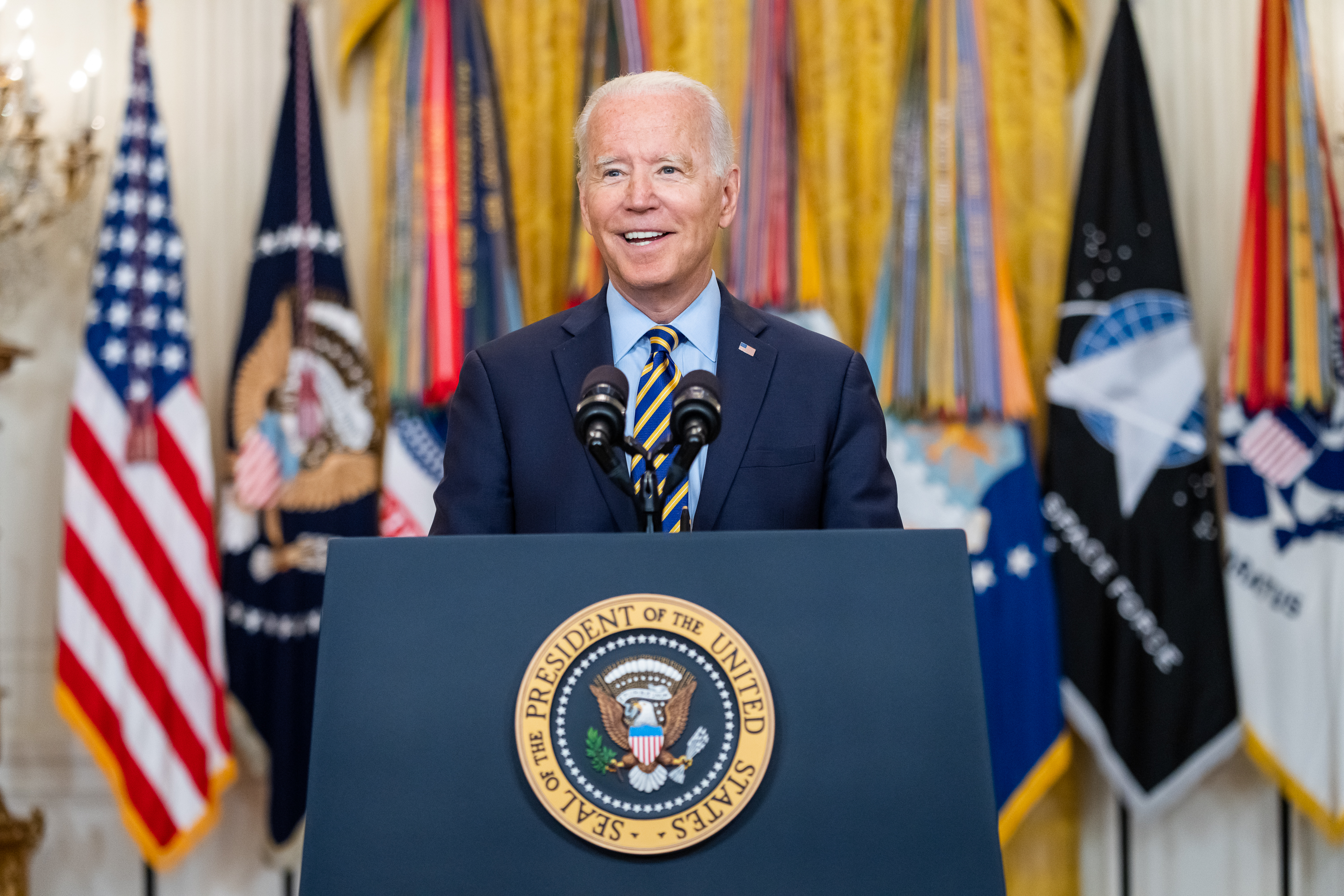
El 8 de julio de 2021, Joe Biden dijo: "La probabilidad de que los talibanes se apoderen de todo y sean dueños de todo el país es altamente improbable."

Luego del comienzo de la retirada del 1 de mayo de las fuerzas internacionales, los talibanes lanzaron ofensivas simultáneas en varias provincias de Afganistán, la milicia ha lanzado operaciones similares en Baglán, incluso llegando a tomar un distrito de esta provincia, y en otras siete provincias afganas, incluidas Ghazni (en el sureste) y Kandahar y Helmand (en el sur).
Por otro lado se llevó a cabo una tregua de tres días por el motivo del Ramadán pero luego de ello la violencia continuó.
Desde fines de junio, los talibanes controlan el principal puesto fronterizo con Tayikistán y otros puntos de paso, y los distritos cercanos a la ciudad de Kunduz, capital de la provincia homónima, a unos 50 km de la frontera.
Por otra parte a principios de julio, unos mil soldados afganos buscaron refugio en Tayikistán luego de intensos combates con los talibanes, al no haber recibido los refuerzos solicitados. En las últimas semanas, otros 1200 hicieron lo mismo.
Por su parte milicias civiles y señores de la guerra se armaron y prepararon para combatir y defender las ciudades afganas de los talibanes al ver el avance de estos últimos sobre los distritos.
Llegando a fines de julio del mismo año, las fuerzas gubernamentales oponen poca resistencia y controlan apenas los grandes ejes de comunicación y las capitales provinciales, algunas de ellas rodeadas por los insurgentes. 
En las últimas semanas de julio, los talibanes llegaron a las afueras de Kandahar pero lograron atacar el aeropuerto de la ciudad dañandolo. Los talibanes llegaron a las puertas de Herat, la tercera ciudad afgana, y se internaron en Lashkar Gah, capital de la provincia meridional de Helmand, vecina de Kandahar. Para los primeros días de agosto el movimiento insurgente se enfrenta contra las fuerzas de seguridad afganas en Kabul con enfrentamientos esporádicos.
Ante el avance talibán las fuerzas de seguridad afganas han tenido que llevar a cabo bombardeos para disuadir y repeler a los talibanes pero con ayuda de la aviación y bombardeos estadounidenses.
Desde el inicio de la retirada total de las fuerzas de la coalición (es decir del 1 de mayo de 2021, fecha fuera del tratado de paz entre el talibán y Estados Unidos en lo que respecta a la retirada de las tropas de la coalición internacional) hasta fines de julio del mismo año, los insurgentes han tomado el control de la mitad de Afganistán, lo que ha provocado preocupación ante la posible falta de capacidad de las fuerzas de seguridad afganas para hacerles frente, lo que podrían usar en su favor en las negociaciones de paz.

#### Conquista talibán de Kabul y colapso del gobierno afgano

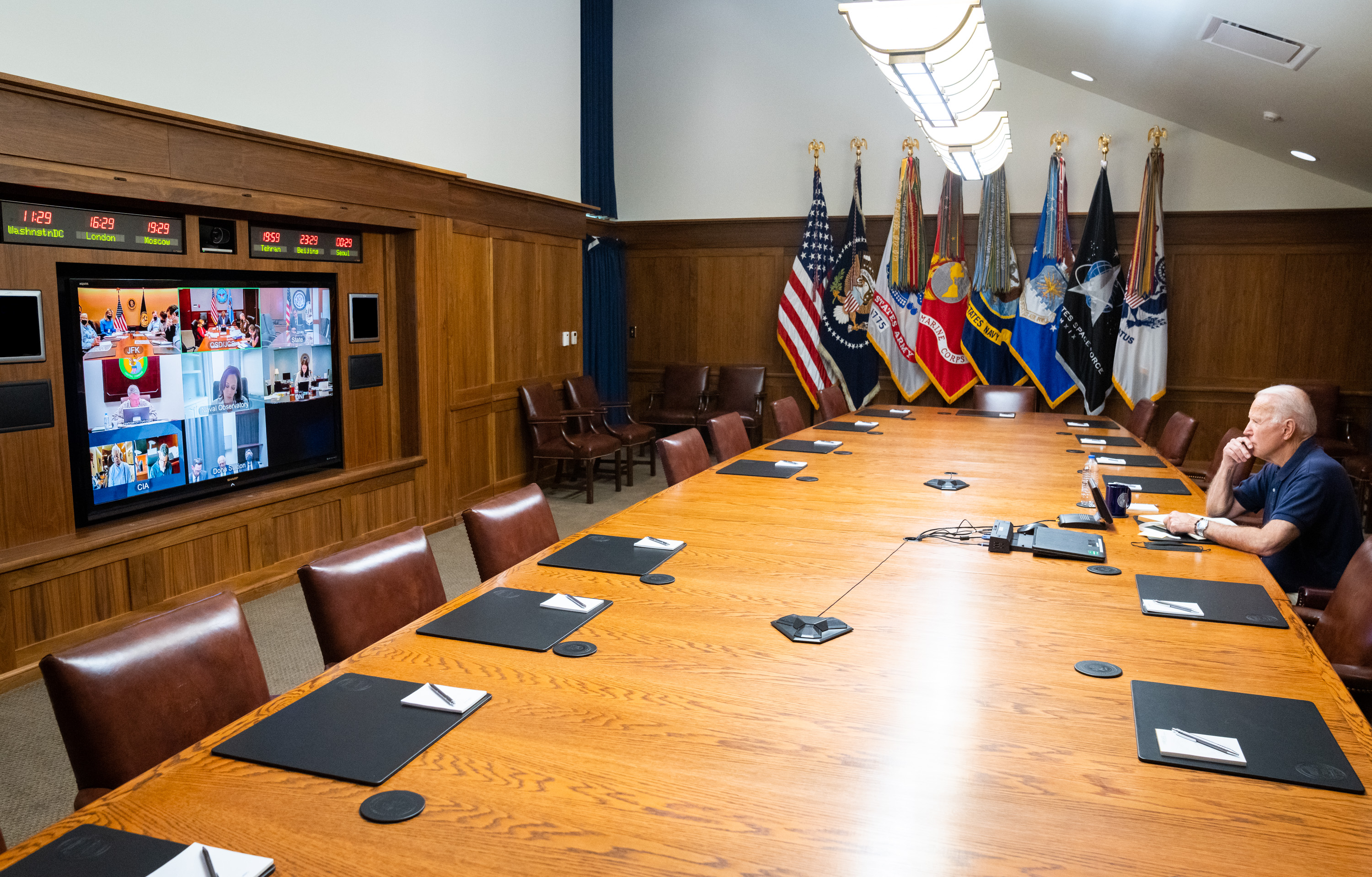
Joe Biden en una reunión con el Consejo de Seguridad Nacional de los Estados Unidos durante la caída de Kabul el 15 de agosto de 2021.

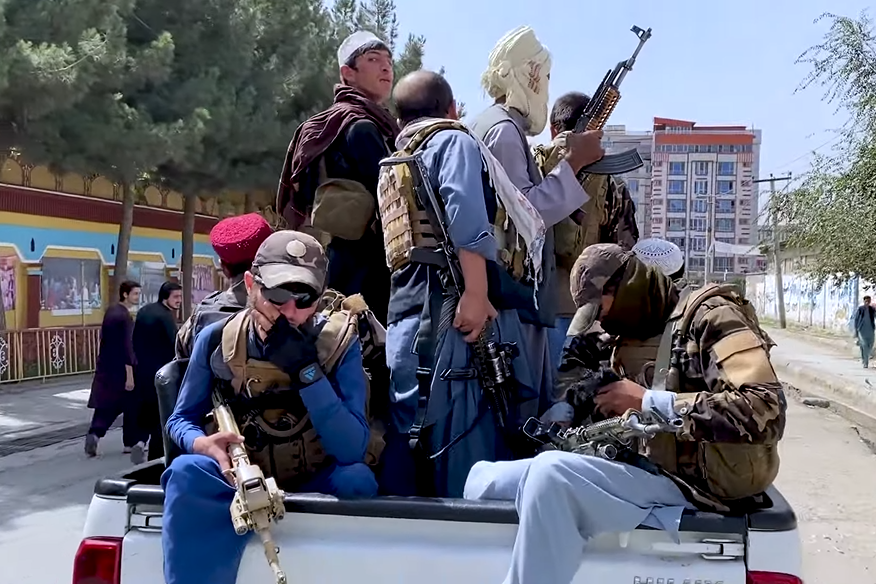
Talibanes armados en Kabul en agosto de 2021.

El 15 de agosto de 2021 los talibanes llegaron a la capital afgana luego de haber conquistado prácticamente todos los distritos y capitales del país, salvo su capital Kabul, que después de sitiada, se mide entre diálogos y negociaciones con el gobierno afgano con el objetivo de una transición pacífica del poder.
El Presidente de Afganistán Ashraf Ghani abandona Afganistán y el ministro del interior encabeza un gobierno interino. Por su parte, la OTAN y aliados evacúan sus embajadas, mientras se fragua una ola migratoria de afganos que huyen del país.

#### Evacuación, atentado terrorista y fin de la misión militar internacional
Luego de la victoria talibán y toma del poder de los talibanes, las evacuaciones de personal diplomático y militar occidental y civiles afganos continuaron. En medio de la evacuación de los países de la coalición internacional en Afganistán, el 26 de agosto un atentado terrorista fue llevado a cabo en el aeropuerto de Kabul, dejando un saldo de cerca de 200 personas muertas, entre ellas trece soldados estadounidenses muertos y varios heridos, fueron dos explosiones una de ellas en la puerta de acceso al aeropuerto; la autoría la reclamó el grupo Estado Islámico Khorasan. La muerte de 13 soldados estadounidenses es la primera vez en un largo lapso de tiempo ya que la última vez que hubo víctimas militares estadounidenses fue en febrero de 2020.
El presidente Biden declaró que habría represalia por ello y el 28 de agosto un dron de Estados Unidos eliminó a dos responsables del grupo terrorista e hirió a uno en un ataque en la provincia de Nangarjar.
El 30 de agosto de 2021, Estados Unidos llevó a cabo su último vuelo de evacuación del aeropuerto de Kabul. En total más de 100 000 personas fueron evacuadas por los aviones de transporte de la coalición internacional. Con esta última evacuación Estados Unidos y sus aliados pusieron fin a la misión militar en Afganistán.

#### Última misión militar internacional en Afganistán de 2022
El 31 de julio de 2022, un dron del ejército estadounidense que sobrevolaba Kabul, disparó un misil en un barrio de la capital afgana, impactando en el objetivo y dando muerte al líder de Al Qaeda Aymán al Zawajiri, confirmando que el líder de la organización terrorista había muerto en el ataque.  

### Reconquista territorial talibán y de otros grupos insurgentes
Tras el fin de la misión de combate de la OTAN en diciembre de 2014, y desde 2015 los talibanes y otros grupos insurgentes dominan casi un tercio del territorio, según datos de Washington y el gobierno afgano controla apenas un 57 por ciento de su territorio.

### Estado Islámico en Afganistán, acciones violentas y bajas
El Estado Islámico intervino en Afganistán en 2015 creando su base principal en la provincia de Nangarhar, al lado de Pakistán e importante por la comunicación con este último país.
En junio del 2016, el gobierno de Kabul dio por derrotado al ISIS en gran parte de las áreas en las que permanecía activo pero el ISIS continuo accionando violentamente, como el ataque ordenado por del líder del ISIS en Afganistán, Abdul Hasib, que en marzo de 2017 causó más de medio centenar de muertos en un hospital militar de Kabul, además de secuestros de niñas y decapitaciones de ancianos o el ataque suicida contra una manifestación de la minoría chiita hazara que causó más de 80 muertos y de 300 heridos en 2016. En mayo de 2017, Abdul Hasib sería asesinado en una operación conjunta entre las fuerzas de Estados Unidos y Afganistán.
En abril de 2017 Afganistán indicó que cerca de 400 terroristas aún permanecen en el país.
Luego del utilizar Estados Unidos la GBU-43 llamada también como «la madre todas las bombas», autorizado por el presidente Donald Trump, la cual supuso un duro golpe para el Daesh que terminó perdiendo a más de 200 miembros en acciones de las tropas afganas y extranjeras.
Es contradictorio que el gobierno afgano haya asegurado a principios de abril de 2017 que el Estado Islámico apenas contaba con 400 yihadistas, tras haber eliminado a 2500 en 2016.

### Supuesto pago de Rusia e Irán a talibanes para eliminar soldados estadounidenses y aliados extranjeros
En junio de 2020, los medios estadounidenses informaron que los servicios de inteligencia habían determinado que Rusia había ofrecido recompensas para matar soldados estadounidenses en Afganistán. Estos no fueron desmentidos por las jerarquías del gobierno y algunos indicaron que estaban basados en informaciones no determinantes y se convirtió en un asunto político luego de que el presidente Trump negara haber sido informado al respecto. En agosto, se llevó a cabo la acusación también a Irán de estar detrás de la paga para asesinar a soldados de la coalición internacional extranjera en Afganistán.

## Fuerzas de seguridad afganas y aliados

### Ejército Nacional Afgano
La política de los Estados Unidos hizo un llamado para que los afganos se unieran al Ejército Nacional Afgano. El llamado fue recibido con aprecio, y en octubre de 2010 ya había 134 000 soldados afganos. En 2011, el Ejército Afgano había llegado a la cifra final de 171 000 soldados. Este aumento en las fuerzas afganas permitió a los Estados Unidos retirar algunas de sus fuerzas en julio del mismo año.
En 2010, el Ejército Nacional Afgano había sido limitado en capacidad de lucha, incluso la mejor unidad afgana carecía de la formación, la disciplina y de los refuerzos adecuados. En la provincia de Baglán, los soldados se encontraban atrincherados en zanjas, en lugar de salir a luchar. Algunos soldados son sospechosos de colaborar con los talibanes. «Ellos no tienen lo básico, y se les ha dado una gran responsabilidad,» dijo el capitán Michael Bell, quien fue uno de los encargados del proyecto para entrenar soldados afganos. «Corrí alrededor de una hora tratando de llegar a disparar, para no ser despedido,» fueron las palabras de un soldado afgano después de un combate. Nueve de cada diez soldados en el Ejército Nacional Afgano son analfabetos.
A principios de 2015, Felipe Munch, un analista de Afganistán escribió en internet: «... la evidencia disponible sugiere que muchos de los altos miembros de las fuerzas de seguridad afganas, en particular, utilizan sus cargos para enriquecerse a sí mismos. Dentro de las fuerzas de seguridad afganas no hay lealtades, tampoco hay acceso a recursos y hay facciones dentro del ejército que buscan ganar su control total.» Todo esto significa que las fuerzas de seguridad afganas no funcionan como oficialmente deberían, más bien, parece que la economía política de las fuerzas de seguridad afganas les impide trabajar como las organizaciones modernas (el requisito previo por el cual se decidió apoyar a los afganos). Afganistán es muy informal, el gobierno de Afganistán debe cobrar impuestos pero no lo hace, tampoco tiene ingresos por mano de obra o por inversiones.
El Gobierno afgano y altos mandos del ejército han sido acusados de desviar recursos del país y meterlos en cuentas bancarias en el extranjero. Esas acusaciones no han podido ser confirmadas por ningún banco o medio de comunicación.

### Policía Nacional Afgana
La Policía Nacional Afgana proporciona apoyo al Ejército Afgano. La policía de Afganistán está compuesta en su mayoría por analfabetos. Aproximadamente el 17 % de ellos dieron positivo en la prueba de drogas ilegales en 2010. Son acusados también de exigir sobornos. Los intentos de construir una creíble fuerza policiaca afgana están siendo todo un fracaso, según un funcionario de la OTAN. Una cuarta parte de los oficiales fuman, eso hace que la construcción de la policía afgana sea más difícil de lograr.
Un informe del Pentágono declara que la defensa nacional de Afganistán es 27 % más baja desde el comienzo de 2015 hasta mediados de noviembre, en comparación con el mismo periodo de 2014. En enero de 2016, un oficial de policía en la provincia de Uruzgan le disparó a 10 compañeros de la misma organización.  El 11 de febrero de 2016, un policía afgano le disparó a cuatro de sus compañeros y los dejó heridos, más tarde, otro policía mató a siete compañeros en la provincia de Kandahar; este ataque fue el último en una cadena de ataques internos. El martes, 8 de marzo de 2016, un vídeo que fue viral muestra a hombres armados y con uniformes de la policía torturando a un presunto terrorista suicida en el distrito de Panjwayi, en la provincia de Kandahar. A pesar de algunos avances, la tortura y los malos tratos de los detenidos siguen siendo moneda corriente en las cárceles afganas. De acuerdo a un informe de las Naciones Unidas, un tercio de todos los prisioneros fueron encontrados con marcas de torturas. El 21 de mayo de 2016, tres agentes de la policía fueron asesinados a tiros por sus colegas en un puesto de control en la volátil provincia de Uruzgan. El incidente fue seguido de otro en la capital, Kabul, donde un guardia afgano disparó a dos cascos azules de Nepal, matando a uno e hiriendo a otro. En el sur de la provincia de Zabul, ocho policías fueron asesinados a tiros por otros oficiales.

### Milicias Anti Talibán
Las dos mayores milicias anti-Talibán, son principalmente Jamiat-e Islami y el Junbish-i-Mili. Jamiat-e Islami está activo desde la Guerra contra los soviéticos en Afganistán, y también participó en la Guerra Civil Afgana. Junbish-i-Mili también estuvo involucrado en la guerra civil en Afganistán. Ambos grupos eran miembros de la Alianza del Norte que era anti-Talibán.
Junbish-i-Mili es dirigido por el exgeneral y actual vicepresidente, Abdul Rashid Dostum. Atta Muhammad Nur, el gobernador de la provincia de Balkh, sirve como un líder prominente dentro del Jamiat-e Islami, y ha sido el responsable de la movilización de los combatientes de Jamiat para combatir a los talibanes en el norte de Afganistán. Él es aliado de Dostum y formaron una coalición para luchar contra los talibanes en el norte. Sin embargo, la rivalidad entre los dos grupos en repetidas ocasiones ha estallado en enfrentamientos entre ellos, también los comandantes locales de Jamiat-e Islami y Junbish-i-Milli han sido acusados de asesinatos, robos a mano armada, el acaparamiento de tierras, extorsión y el cobro de exacciones ilegales, entre otras actividades para el aprovechamiento de sus respectivas organizaciones.